# 3. März
Der 3. März ist der 62. Tag des gregorianischen Kalenders (der 63. in Schaltjahren), somit bleiben 303 Tage bis zum Jahresende.

## Ereignisse

### Politik und Weltgeschehen
- 1284: Das Statut von Rhuddlan des englischen Königs Eduard I. tritt in Kraft. Es regelt Recht und Verwaltung im eroberten Wales.
- 1326: Der Friede der Heringe beendet den mehrere Monate währenden Krieg der vier Herren im Herzogtum Lothringen.
- 1613: In Russland wird Michail Fjodorowitsch Romanow zum Zaren gewählt. Er wird zum Begründer der Dynastie der Romanows.

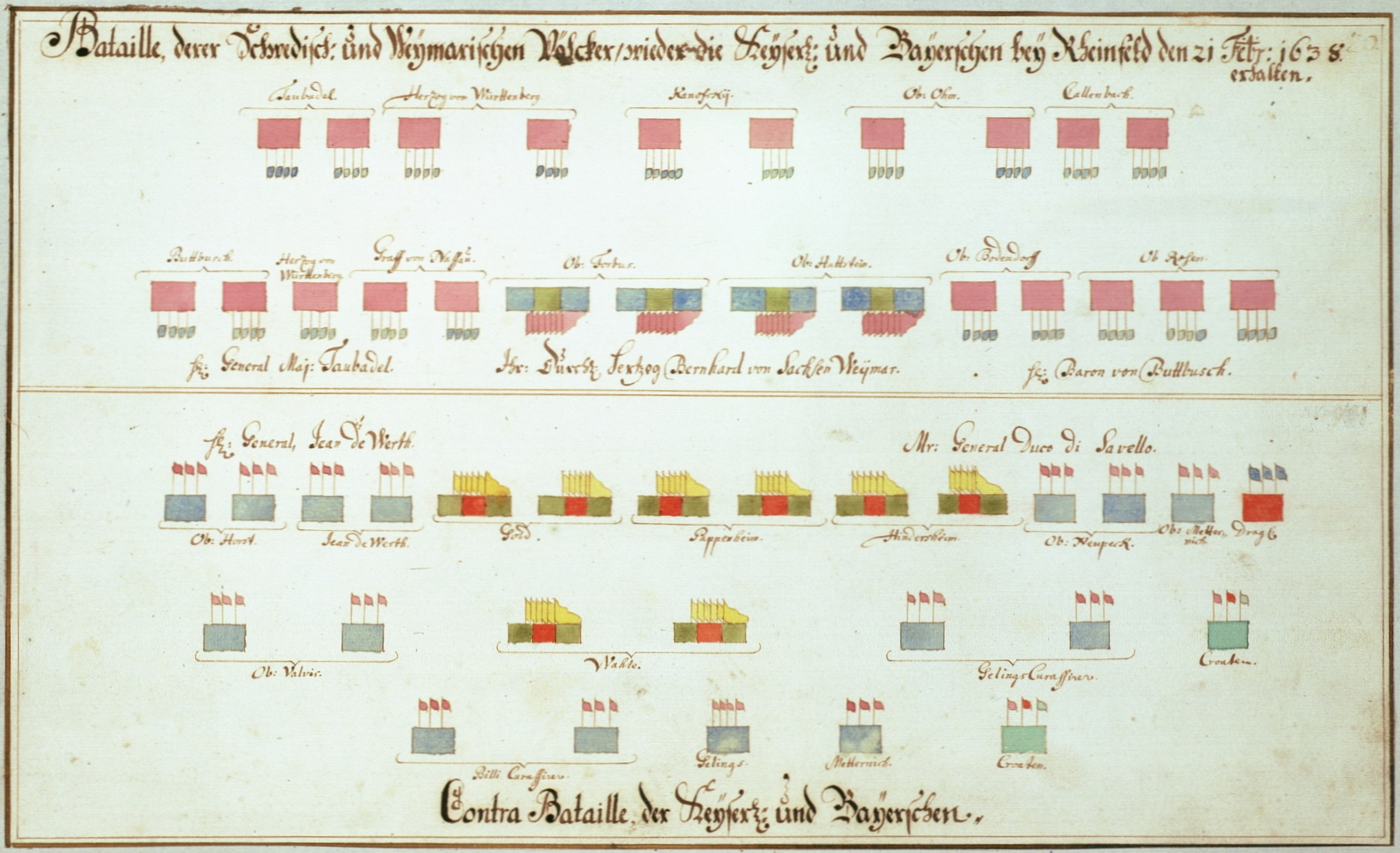
1638: Aufstellung der Truppen in der Schlacht bei Rheinfelden

- 1638: Der von Frankreich unterstützte Bernhard von Sachsen-Weimar besiegt mit seinem Heer im Dreißigjährigen Krieg in der Schlacht bei Rheinfelden kaiserlich-bayerische Truppen unter dem Befehl von Federigo Savelli und Johann von Werth. Beide Heerführer geraten dabei mit ihrem Offizierskorps in Gefangenschaft.
- 1813: Die am 4. Februar 1810 von Frankreich eroberte karibische Inselgruppe Guadeloupe wird von Großbritannien an König Karl XIII. von Schweden abgetreten. Dies dient als Kompensation für die Eigentumsverluste des Kronprinzen Karl XIV., die er als Verbündeter gegen Napoleon erlitten hat.
- 1814: Völlig überraschend kapituliert die französische Stadt Soissons bereits am zweiten Tag ihrer Belagerung durch ein preußisches Armeekorps unter Friedrich Wilhelm Bülow von Dennewitz und ein russisches Korps unter Ferdinand von Wintzingerode während der Befreiungskriege gegen Napoleon Bonaparte.
- 1845: Nach der Vertreibung der Seminolen wird das bisherige Florida-Territorium unter dem Namen Florida als 27. Bundesstaat in die Vereinigten Staaten aufgenommen.

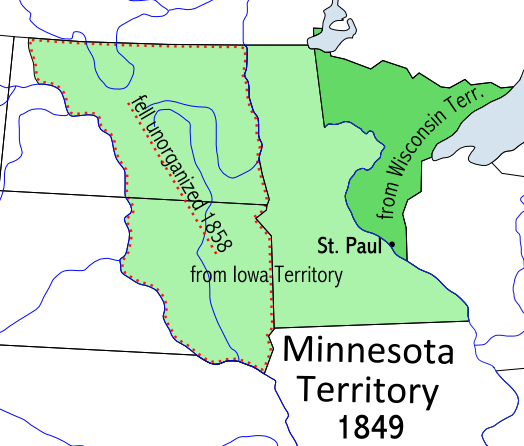
1849: Minnesota-Territorium

- 1849: Frühere Gebiete der aufgelösten Territorien Iowa und Wisconsin werden mit weiteren Gebieten östlich des Missouri River zum Minnesota-Territorium zusammengefasst.

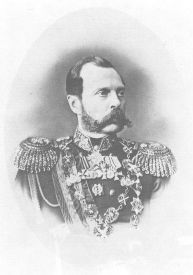
1861: Alexander II.

- 1861: Unter Zar Alexander II. hebt Russland als letztes Land Europas die Leibeigenschaft auf. Das führt jedoch zu zusätzlicher finanzieller Abhängigkeit der Bauern vom Adel.
- 1871: Im Deutschen Kaiserreich findet die Wahl zum 1. Deutschen Reichstag statt, zu der etwa 20 % der Bevölkerung wahlberechtigt sind. Die Nationalliberale Partei, die die Politik Otto von Bismarcks unterstützt, wird stärkste Partei.
- 1875: Der Page Act verbietet die Einreise von Prostituierten und verurteilten Straftätern in die USA. Das Gesetz betrifft ausschließlich Menschen aus China, Japan und anderen ost- und südostasiatischen Ländern und führt dazu, dass die Einreise von Chinesinnen und anderen Asiatinnen insgesamt weitgehend unterbunden wird.

1878: Bulgarien nach dem Frieden von San Stefano

- 1878: Der Frieden von San Stefano beendet den Russisch-Türkischen Krieg und die Balkankrise der Jahre 1876–1878. Bulgarien gewinnt nach fast 500 Jahren wieder die Unabhängigkeit vom Osmanischen Reich, bleibt diesem jedoch weiterhin tributpflichtig.
- 1886: Der Friede von Bukarest beendet den Serbisch-Bulgarischen Krieg auf dem Balkan. Der status quo vor dem Krieg wird wiederhergestellt.
- 1913: Die erste nationale Suffragettenparade für das Frauenwahlrecht in Washington wird von einem wütenden Mob angegriffen. Viele Frauen der National Woman’s Party werden unter den Augen der Polizei verletzt.
- 1918: Der Friedensvertrag von Brest-Litowsk beendet im Ersten Weltkrieg an der Ostfront den Krieg der Mittelmächte mit Russland. Sowjetrussland verzichtet unter anderem auf seine Hoheitsrechte in Polen, Litauen und Kurland, Finnland und die Ukraine werden als selbständige Staaten anerkannt. Im Gegenzug verzichten die Mittelmächte ihrerseits auf Annexionen und Reparationen.
- 1919: Im Stadtteil Lichtenberg beginnen die Berliner Märzkämpfe, die mit Hinrichtungen von mehr als 1.200 Menschen verbunden sind.
- 1922: Im Freistaat Fiume übernehmen mit einem Staatsstreich Faschisten die Macht. Die legale Regierung flüchtet ins benachbarte Königreich der Serben, Kroaten und Slowenen.
- 1924: Nach der Gründung der türkischen Republik durch Mustafa Kemal Atatürk wird der letzte Kalif des Osmanischen Reiches, Abdülmecid II., abgesetzt und das Kalifat abgeschafft.

1931: Diese US-Flagge inspirierte 1814 zur Hymne

- 1931: Der Kongress der Vereinigten Staaten erhebt The Star-Spangled Banner, 1814 von Francis Scott Key getextet, zur Nationalhymne der USA.
- 1933: Wenige Tage nach dem Reichstagsbrand wird der KPD-Vorsitzende Ernst Thälmann verhaftet und von den Nationalsozialisten in „Schutzhaft“ genommen.
- 1945: Alliierte Flugzeuge bombardieren im Zweiten Weltkrieg versehentlich ein Wohnviertel von Den Haag, statt der in der Nähe gelegenen V2-Abschussrampen. Bei dem Luftangriff kommen rund 500 Menschen ums Leben.
- 1945: In der Schlacht um Manila finden die letzten Kampfhandlungen von US-amerikanischen und philippinischen Streitkräften mit den japanischen Truppen statt, die in der Einnahme der stark zerstörten Stadt durch die Alliierten gipfeln.
- 1961: Die im Saarland tätige linksgerichtete Partei Deutsche Demokratische Union schließt sich als deren saarländischer Landesverband der Deutschen Friedensunion an.
- 1961: In Marokko besteigt König Hassan II. den Thron.
- 1962: Das Britische Antarktis-Territorium wird geschaffen.
- 1973: In Washington, D.C. wird die Convention on International Trade in Endangered Species of Wild Fauna and Flora (CITES) zum Schutz wildlebender Tier- und Pflanzenarten unterschrieben. Das von der International Union for Conservation of Nature and Natural Resources erarbeitete Abkommen will vor allem den Handel mit Wildtieren und den aus ihnen gewonnenen Teilen unterbinden.
- 1975: In Begleitung von Pastor Heinrich Albertz werden fünf Strafgefangene nach Aden ausgeflogen, um Peter Lorenz freizubekommen. Es ist das einzige Mal, dass die deutsche Regierung einer terroristischen Forderung nachgibt.
- 1986: Das österreichische Nachrichtenmagazin profil veröffentlicht einen Artikel mit dem Titel „Waldheim und die SA“ über die Vergangenheit des Bundespräsidentschaftskandidaten Kurt Waldheim und bringt damit die Waldheim-Affäre ins Rollen.
- 1991: In Los Angeles kommt es bei der Festnahme des Farbigen Rodney King zu Übergriffen der Polizei, die von einem Passanten gefilmt werden. Der Freispruch der Polizisten ein Jahr später führt zu massiven Unruhen.

1992: Flagge Kirgisistans

- 1992: Kirgisistan erhält eine neue Flagge.
- 1992: Der bosnische Präsident Alija Izetbegović erklärt nach einem Referendum die Unabhängigkeit von Bosnien und Herzegowina.
- 1996: Bei den Wahlen zum spanischen Parlament wird die konservative Partido Popular unter José María Aznar stärkste Partei vor der regierenden Sozialistischen Arbeiterpartei Spaniens.
- 1999: Der Deutsche Walter LaGrand wird wegen Raubmordes in Arizona in der Gaskammer hingerichtet. Es handelt sich um die bislang letzte Hinrichtung in den USA durch diese Methode.
- 2002: Die Bevölkerung der Schweiz entscheidet sich in einer Volksabstimmung für den Beitritt ihres Landes zu den Vereinten Nationen.
- 2006: Randy Cunningham, ehemaliges Mitglied des US-Repräsentantenhauses, wird wegen Korruption zu acht Jahren und 4 Monaten Gefängnis sowie 1,8 Millionen Dollar Strafe verurteilt. Die vom Gericht verhängte Strafe ist eine der höchsten, die je gegen einen Kongressabgeordneten ausgesprochen worden ist.
- 2011: Bei einem Referendum in Wales stimmt eine deutliche Mehrheit für die Erweiterung der Gesetzgebungskompetenzen des walisischen Parlaments.

### Wirtschaft
- 1849: Der US-Kongress gestattet der United States Mint das Prägen von Goldmünzen im Nennwert von einem und von zwanzig US-Dollar.
- 1866: In Leipzig entsteht das Unternehmen Gödecke, das sich Geschäften mit ätherischen Ölen und Essenzen verschreibt. Daraus entwickelt sich mit der Zeit ein international bekanntes Arzneimittelunternehmen.
- 1885: Die American Telephone and Telegraph Corporation (AT&T) wird gegründet, um das erste Fernsprechnetz der USA zu betreiben.

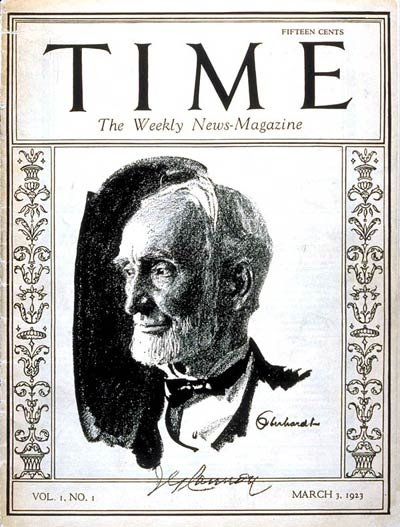
1923: TIME-Erstausgabe

- 1923: Die Erstausgabe des von Henry Luce und Briton Hadden gegründeten US-Nachrichtenmagazins Time erscheint in New York.
- 1940: Die Queen Elizabeth läuft wegen des Krieges insgeheim in Liverpool zu ihrer Jungfernfahrt aus. Das bis dahin weltweit größte Passagierschiff steuert New York City an.
- 2004: Das weltgrößte Brauereiunternehmen Inbev entsteht aus dem Zusammenschluss der Konzerne Interbrew und AmBev.
- 2017: Die Nintendo Switch erscheint weltweit. Die Verkaufszahlen am Erscheinungstag übertreffen die aller Nintendo-Konsolen bisher.

### Wissenschaft und Technik

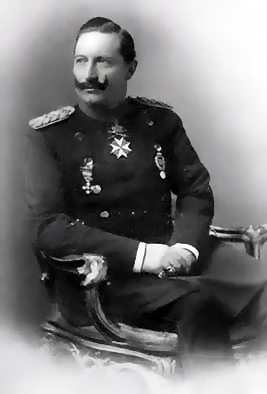
1904: Kaiser Wilhelm II.

- 1904: Der deutsche Kaiser Wilhelm II. nimmt die Klangaufzeichnung eines politischen Dokuments auf. Dazu werden Tonaufzeichnungszylinder von Thomas Alva Edison verwendet.
- 1905: Fritz Schaudinn entdeckt zusammen mit Erich Hoffmann bei Forschungen am Berliner Klinikum Charité den Syphilis-Erreger Spirochaeta pallida.

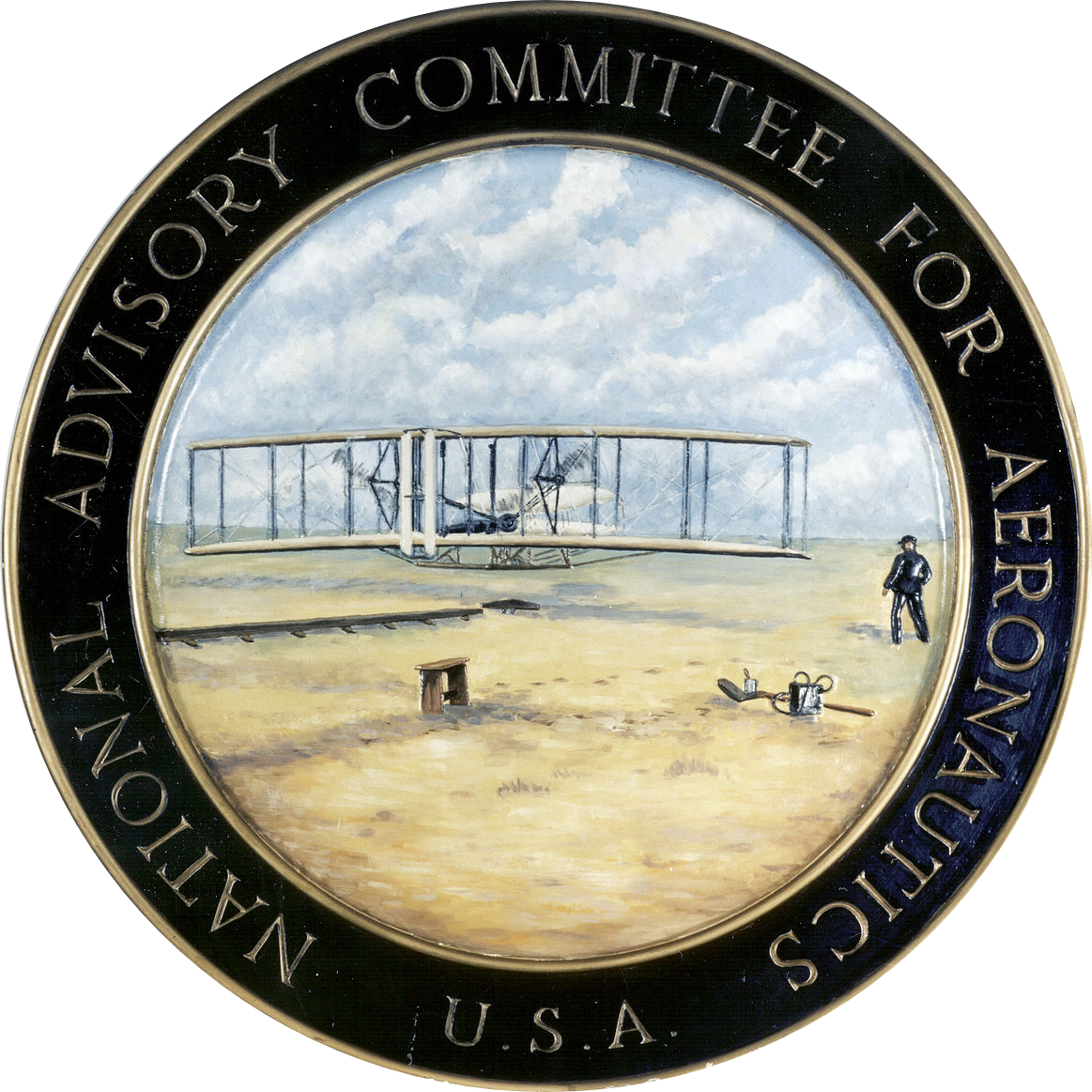
1915: Emblem der NACA

- 1915: In den USA wird das National Advisory Committee for Aeronautics (NACA) zur Grundlagenforschung in der Luftfahrt gegründet. Aus der Organisation entwickelt sich später die NASA.
- 1969: Die NASA-Mission Apollo 9 startet mit den Astronauten James McDivitt, David Randolph Scott und Rusty Schweickart an Bord einer Saturn-V-Rakete ins All. Ziel der Mission ist ein Testflug der Mondlandefähre.
- 1969: Die United States Navy Fighter Weapons School, besser bekannt als Top Gun wird gegründet, um Piloten Lufttaktik beizubringen und damit den relativ schlechten Leistungen der Jagdflieger im Vietnamkrieg zu begegnen.
- 1980: Die Nautilus der United States Navy, das erste atomgetriebene U-Boot der Welt, wird außer Dienst gestellt. Anschließend wird sie auf dem Mare Island Naval Shipyard in Kalifornien als Museumsschiff restauriert.
- 1997: Der Sky Tower, Fernsehturm von Auckland und mit 328 Metern höchstes Gebäude der südlichen Hemisphäre, wird eröffnet.
- 2005: Steve Fossett beendet im Global Flyer nach gut 70 Stunden den ersten Nonstop-Soloflug um die Welt. Mit dem Flug hat er 10 neue Rekorde der Fédération Aéronautique Internationale (FAI) aufgestellt.

### Kultur

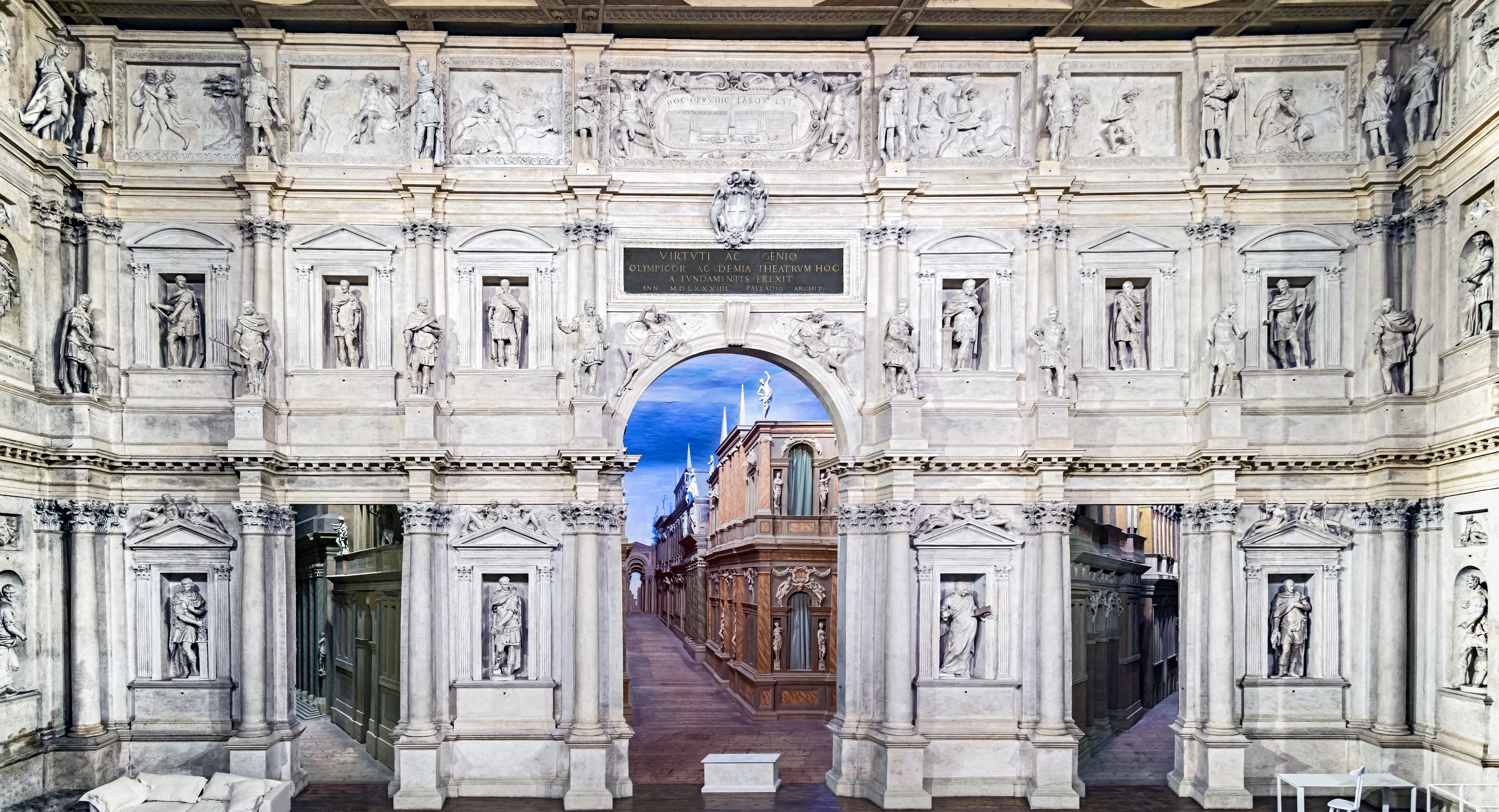
1585: Teatro Olimpico

- 1585: Das Teatro Olimpico in Vicenza, nach Plänen von Andrea Palladio als erstes freistehendes Theatergebäude seit der Antike in Europa gebaut, wird eröffnet. Gespielt wird das Stück König Ödipus von Sophokles.
- 1734: Am Theater am Gänsemarkt in Hamburg erfolgt die Uraufführung des Pasticcios Circe von Reinhard Keiser.
- 1842: Im Leipziger Gewandhaus findet die Uraufführung der 3. Sinfonie („Schottische Sinfonie“) von Felix Mendelssohn Bartholdy unter der Leitung des Komponisten statt.
- 1860: In Hannover wird die 1. Serenade von Johannes Brahms uraufgeführt.
- 1870: In Jena wird die Alt-Rhapsodie von Johannes Brahms mit der Solistin Pauline Viardot-García uraufgeführt.

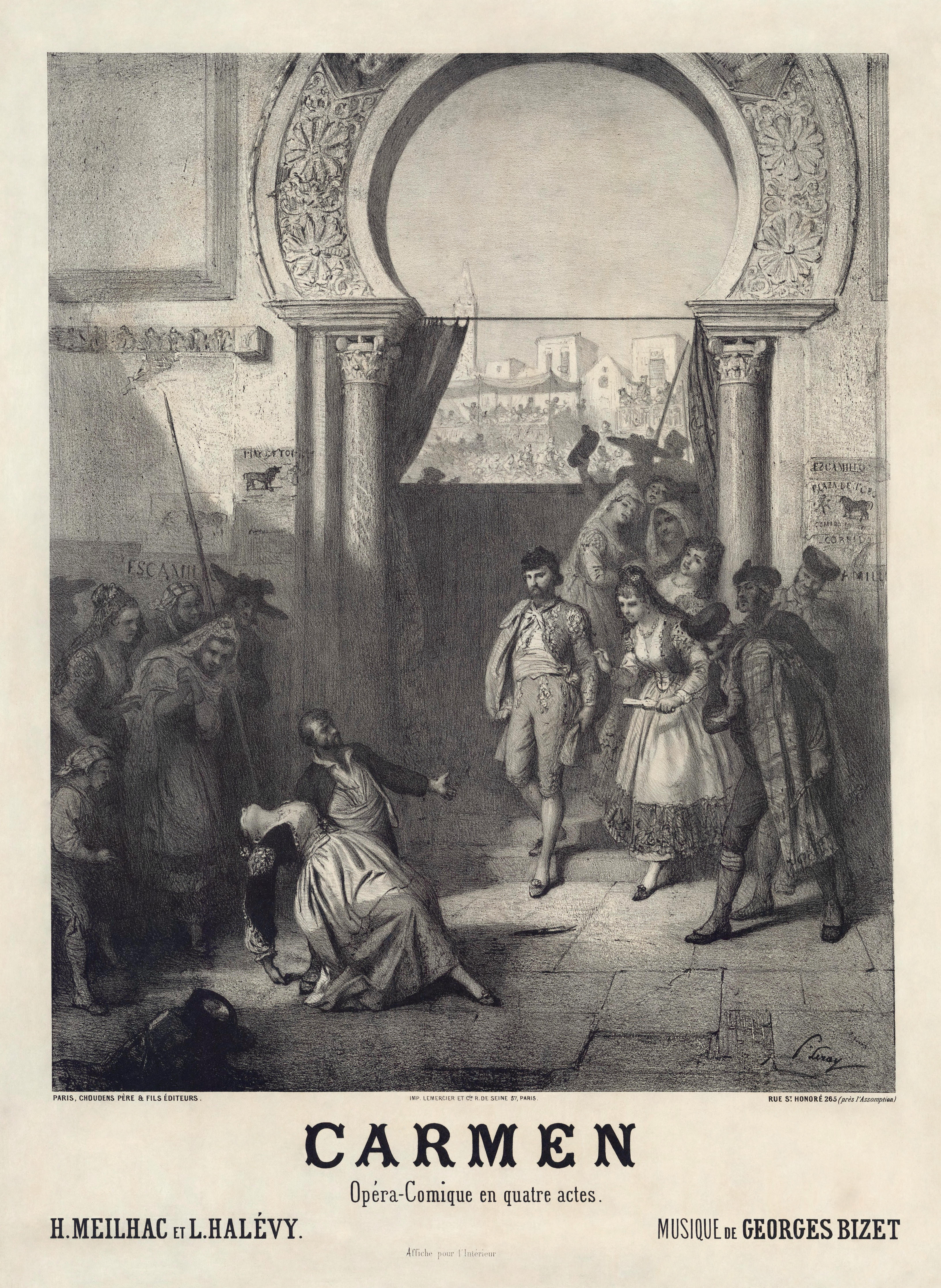
1875: Plakat zur Uraufführung von Carmen

- 1875: Die Uraufführung der Opéra-comique Carmen von Georges Bizet mit dem Libretto von Henri Meilhac und Ludovic Halévy nach der gleichnamigen Novelle von Prosper Mérimée an der Opéra-Comique in Paris wird vom Publikum kühl aufgenommen. Der Welterfolg des Werkes beginnt erst Monate später.
- 1899: In Frankfurt wird Richard Strauss sinfonische Dichtung Ein Heldenleben vom Frankfurter Opern- und Museumsorchester unter der Leitung des Komponisten uraufgeführt.
- 1906: Das Naturkundemuseum Leipzig wird eröffnet.

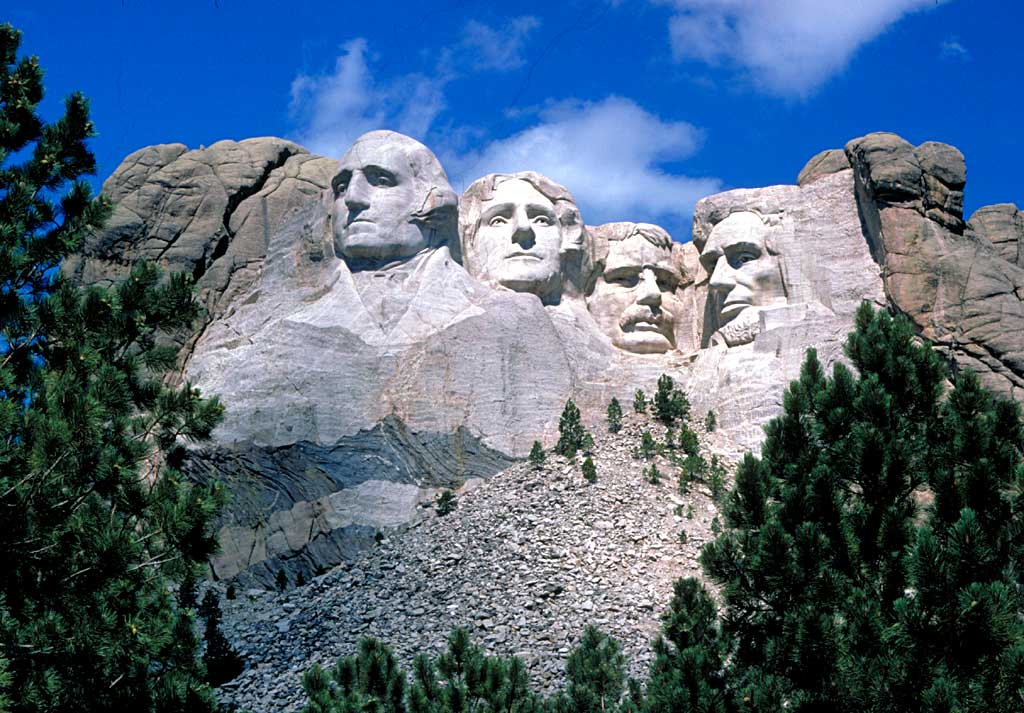
1925: Mount Rushmore

- 1925: Das von John Gutzon de la Mothe Borglum in den Stein gemeißelte Mount Rushmore National Memorial in den Black Hills, South Dakota, wird eingeweiht. Die Lakota sehen das Monument als Entweihung ihres heiligen Berges an.
- 1986: Die Heavy-Metal-Band Metallica veröffentlicht ihr Album Master of Puppets, das als Meilenstein des Thrash Metals gilt.

### Religion
- 0357: Die Reliquien des Apostels Andreas und des Evangelisten Lukas werden nach Konstantinopel gebracht.
- 1219: Erzbischof Siegfried II. von Mainz bestätigt die Gründung des Klosters Eppenberg als Tochterkloster des Klosters Ahnaberg und nimmt es unter seinen Schutz.
- 1298: Der Liber Sextus genannte dritte Teil der mittelalterlichen Kirchenrechtssammlung Corpus Iuris Canonici wird vom Papst Bonifatius VIII. promulgiert.

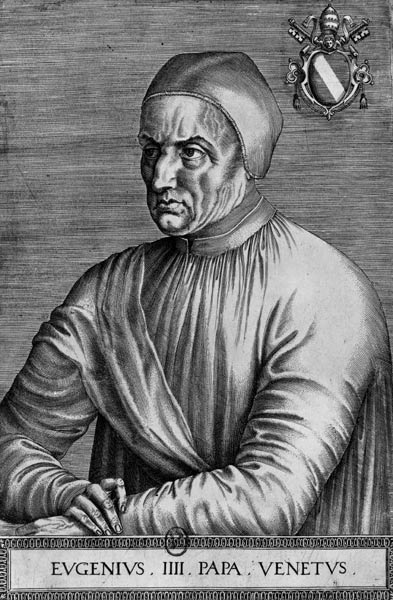
1431: Eugen IV.

- 1431: Gabriele Condulmer wird zum Papst gewählt und nimmt den Namen Eugen IV. an.

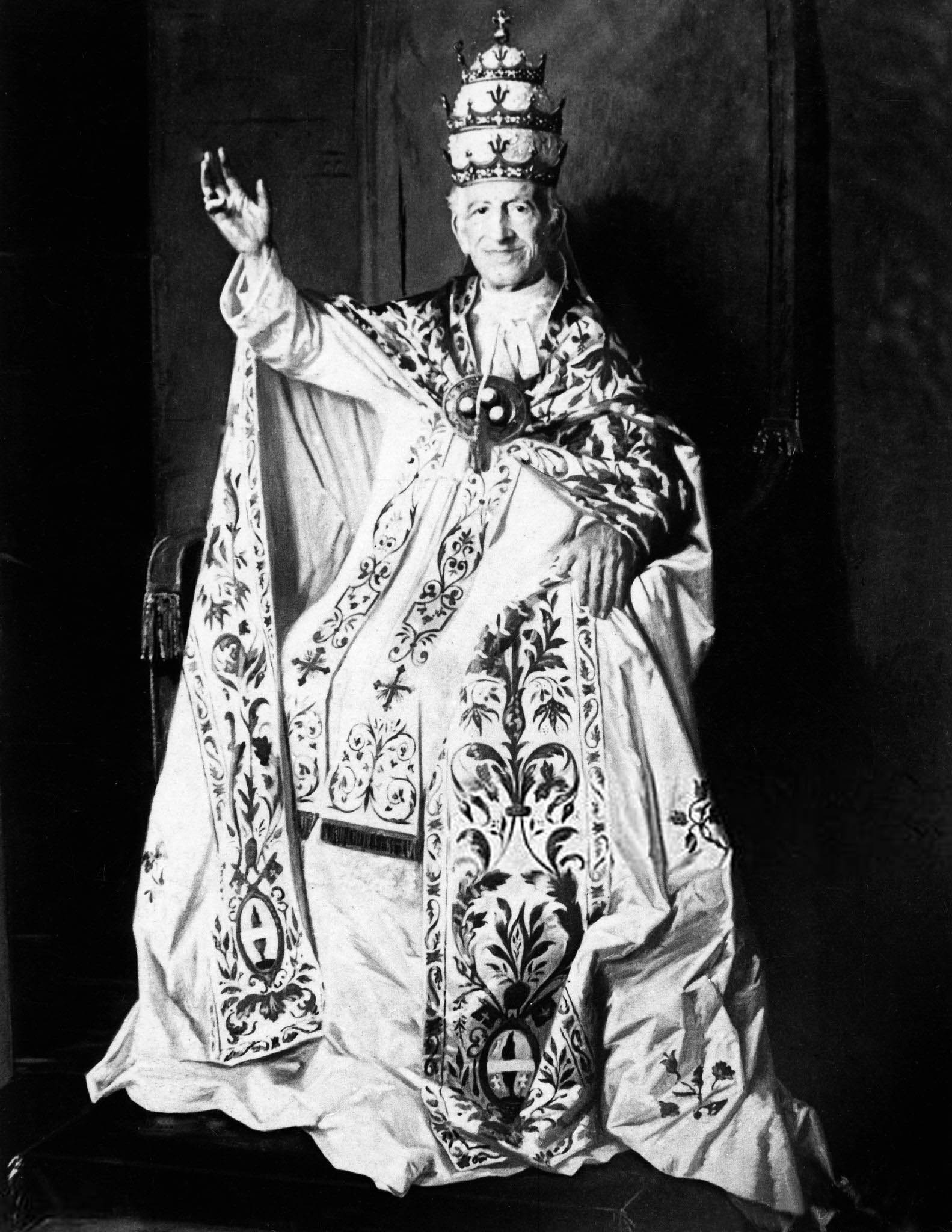
1878: Leo XIII.

- 1878: Nach seiner Wahl am 20. Februar wird Leo XIII. in der Sixtinischen Kapelle zum Papst gekrönt.
- 1993: Gründung des Osteuropa-Hilfswerkes Renovabis der römisch-katholischen Kirche in Deutschland

### Katastrophen
- 1974: Kurz nach dem Start vom Pariser Flughafen Paris-Orly verunglückt eine McDonnell Douglas DC-10 beim Turkish-Airlines-Flug 981. Beim Absturz kommen 346 Menschen ums Leben.
- 2002: Ein Erdbeben der Stärke 7,4 im Hindukusch fordert 166 Todesopfer.
- 2009: Das Historische Archiv der Stadt Köln mit einem Bestand von u. a. 65000 Urkunden ab dem Jahr 922 stürzt ein, vermutlich verursacht durch den direkt benachbarten Schacht der im Bau befindlichen Nord-Süd-Stadtbahn der Kölner Verkehrs-Betriebe. Zwei Menschen sterben, etwa 90 Prozent des Archivmaterials werden verschüttet und sind zum Teil verloren oder müssen aufwendig restauriert werden.

Kleinere Unglücksfälle sind in den Unterartikeln von Katastrophe und in der Liste von Katastrophen aufgeführt.

### Sport

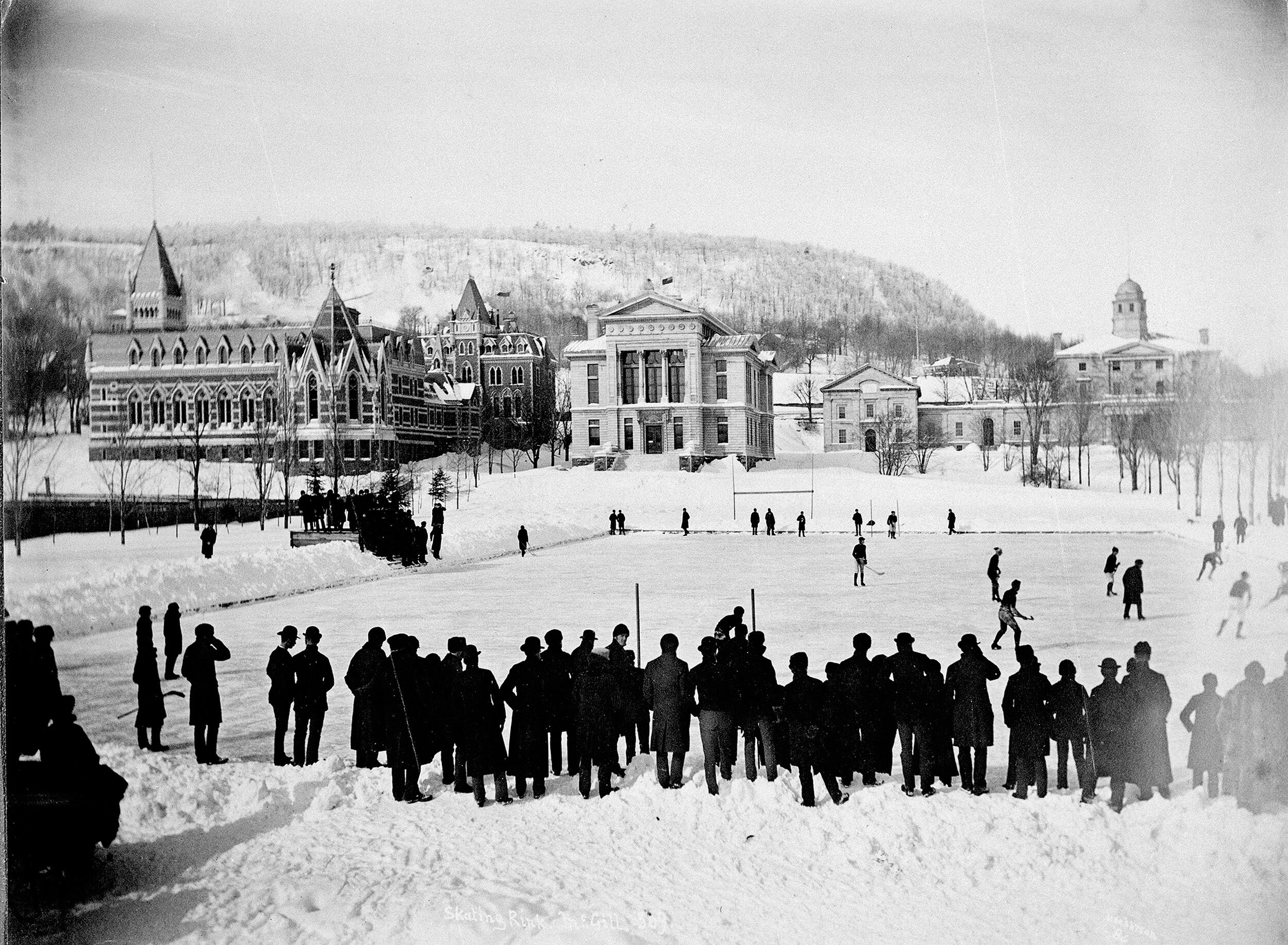
Seit 1875: Eishockey an der McGill University

- 1875: Im kanadischen Montreal organisiert James Creighton, ein Student der McGill University, das erste Eishockeyspiel in einer Halle. In einem Zeitungsbericht über das Spiel wird auch erstmals ein Puck erwähnt.
- 1999: Der Schwergewichts-Weltmeisterschaftskampf im Boxen zwischen Lennox Lewis und Evander Holyfield endet unentschieden, wodurch jeder der beiden Boxweltmeister bleibt, Lewis für die WBA und Holyfield für WBC und IBF.
- 2018: Das International Football Association Board beschließt auf einer Tagung in Zürich, den Videoassistenten in das Fußballregelwerk („Laws of the Game“) aufzunehmen. Die Entscheidung erfolgt einstimmig. Den nationalen Verbänden bleibt es aber freigestellt, ob sie den technisch und finanziell aufwendigen Videobeweis auch nutzen.

Einträge von Leichtathletik-Weltrekorden befinden sich unter der jeweiligen Disziplin unter Leichtathletik.

## Geboren

### Vor dem 18. Jahrhundert
- 1217: Heinrich I., König von Zypern
- 1416: Sigismund von Sachsen, Bischof von Würzburg
- 1453: Philipp II., Graf von Waldeck-Eisenberg
- 1455: Ascanio Sforza, Erzbischof von Eger und Kardinal

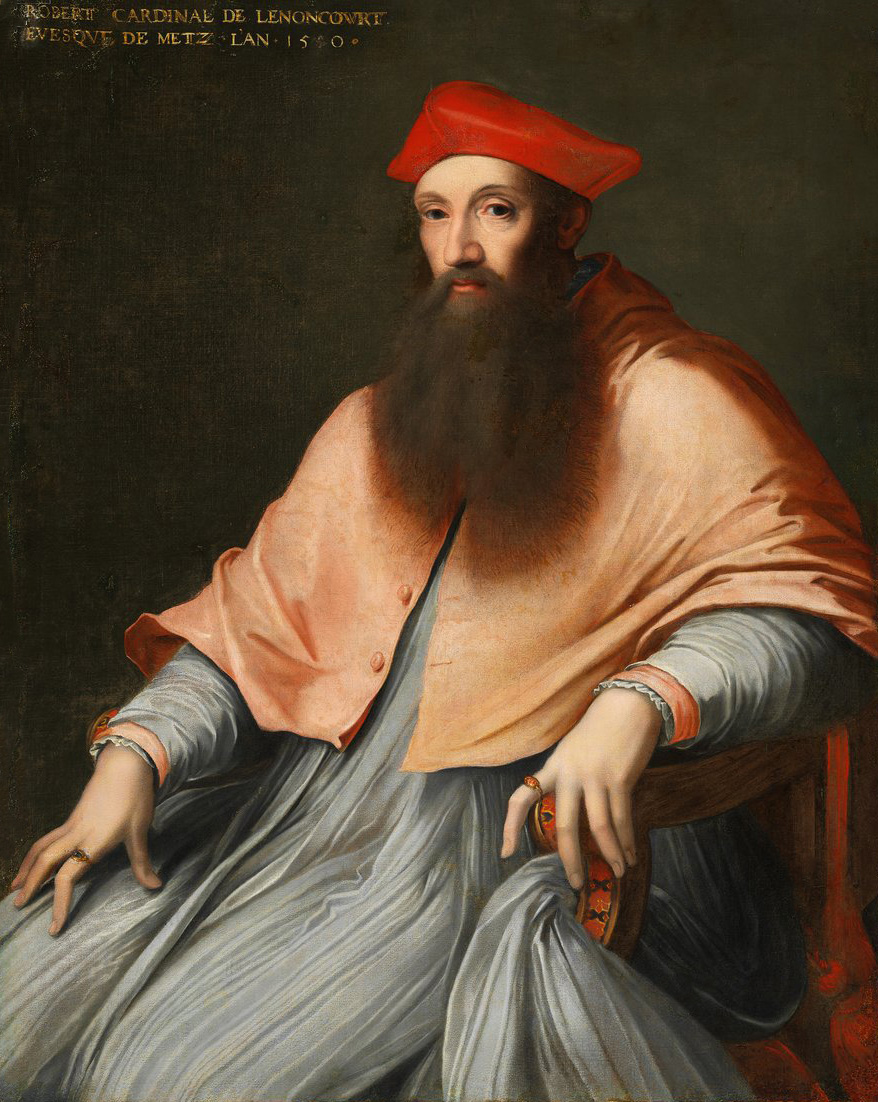
Reginald Pole (* 1500)

- 1500: Reginald Pole, Erzbischof von Canterbury
- 1506: Ludwig von Portugal, Herzog von Beja
- 1520: Matthias Flacius, lutherischer Theologe und Reformator
- 1561: Camillo Procaccini, italienischer Maler
- 1574: Jacob Studer, Schweizer Bibliophiler und Bibliothekar
- 1577: Nicolas Trigault, Mitglied der Societas Jesu und französischer Missionar
- 1582: Johan De la Gardie, schwedischer Adliger und Inhaber höchster Staatsämter
- 1589: Gisbert Voetius, reformierter Theologe
- 1606: Edmund Waller, englischer Dichter und Politiker
- 1610: Pierre Dupuis, französischer Stilllebenmaler
- 1620: August Augspurger, deutscher Lyriker, Übersetzer und Epigrammatiker
- 1638: Michael Walther der Jüngere, deutscher Mathematiker und lutherischer Theologe
- 1650: Johann Daniel Arcularius, deutscher Logiker und lutherischer Theologe
- 1667: Jacob Heinrich von Flemming, königlich-polnischer und kurfürstlich-sächsischer Generalfeldmarschall, Staatsmann
- 1674: Friedrich Karl von Schönborn-Buchheim, Fürstbischof von Würzburg und Bamberg sowie Reichsvizekanzler
- 1693: James Bradley, britischer Astronom und anglikanischer Theologe
- 1695: Niklaus von Wattenwyl, Schweizer Bankier und Pietist

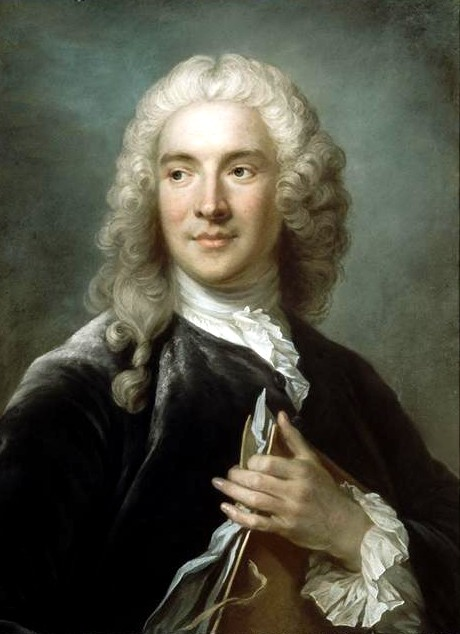
Charles-Joseph Natoire (* 1700)

- 1700: Charles-Joseph Natoire, französischer Maler

### 18. Jahrhundert
- 1709: Andreas Sigismund Marggraf, deutscher Chemiker
- 1710: Johann Siegmund Mörl, deutscher evangelischer Geistlicher
- 1720: Joachim Günther, deutscher Bildhauer und Stuckateur, Hofbildhauer im Hochstift Speyer
- 1724: Franz Xaver Karl Palko, deutscher Historien- und Porträtmaler sowie Radierer
- 1728: Joseph Anton Steiner, deutscher katholischer Theologe
- 1735: Katō Chikage, japanischer Dichter und Literaturwissenschaftler
- 1737: Christoph Wilhelm Lüdeke, deutscher lutherischer Theologe
- 1746: Izabela Czartoryska, polnisch-pommersche Adelige, Schriftstellerin, Philanthropin, Mäzenin, Salonière und Kunstsammlerin
- 1748: Heinrich Johann Otto König, deutscher Rechtswissenschaftler und Hochschullehrer
- 1749: Françoise Eléonore Dejean de Manville, Comtesse de Sabran, französische Salondame
- 1751: Pierre Prevost, französisch-schweizerischer Philosoph und Physiker
- 1756: William Godwin, britischer Schriftsteller
- 1758: Carl Gottlob Cramer, deutscher Schriftsteller
- 1761: Johann Friedemann Greiner, deutscher Glashüttenbesitzer, Porzellanfabrikant und Landtagsabgeordneter
- 1763: Georg Christian Benedikt Ackermann, deutscher Theologe, Pädagoge, Pfarrer und Hofprediger
- 1766: Matthew Quintal, britischer Seemann und Meuterer auf der Bounty
- 1766: Joseph Sonnleithner, österreichischer Librettist, Theaterleiter und Archivar
- 1767: Carl Wilhelm von Oppel, sächsischer Bergrat, Obersteuereinnehmer und Direktor der Porzellanmanufaktur Meißen
- 1769: Laurent Mourguet, französischer Figurenspieler und Schöpfer verschiedener berühmter Handpuppen
- 1770: Franz Reichetzer, Bergrat während des österreichischen Kaisertums
- 1771: Gerhard Philipp von Closter, preußischer Offizier
- 1772: Engelbert Schue, deutscher katholischer Geistlicher und Hochschullehrer
- 1784: Carl Wilhelm Leske, deutscher Verleger und Buchhändler
- 1788: William Carroll, US-amerikanischer Politiker
- 1790: John Austin, englischer Jurist und Rechtsphilosoph
- 1791: Johannes Bach, deutscher Jurist und Politiker
- 1793: Charles Sealsfield, mährischer Schriftsteller
- 1794: Friedrich Busse, deutscher Betriebsdirektor und Erfinder
- 1795: Gustav Harkort, deutscher Unternehmer, Bankier und Eisenbahnpionier in Leipzig
- 1797: Gotthilf Hagen, deutscher Ingenieur
- 1799: Karl Holz, österreichischer Violinist
- 1800: Adam Ney, deutscher Bildhauer

### 19. Jahrhundert

#### 1801–1850
- 1804: Johann Philipp Abresch, deutscher Demokrat und Kommunalpolitiker
- 1804: Jacques-Victor Henri, Kronprinz von Nord-Haiti

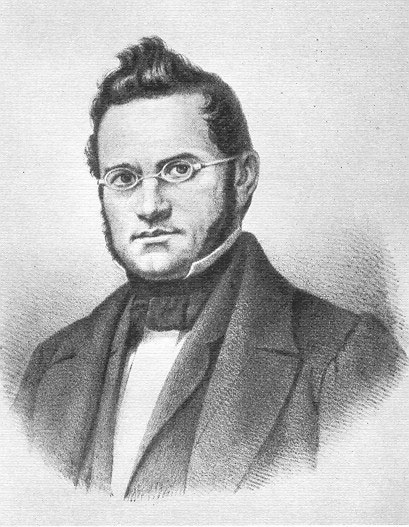
Jonas Furrer (* 1805)

- 1805: Jonas Furrer, Schweizer Politiker, Regierungsrat, Bundesrat, erster Bundespräsident
- 1806: Karl Theodor Albert Liebner, deutscher lutherischer Theologe, Philologe und Historiker
- 1806: Emil Adolf Roßmäßler, deutscher Naturforscher und Volksschriftsteller
- 1807: Kazimierz Władysław Wóycicki, polnischer Schriftsteller
- 1811: Hugo von Ritgen, deutscher Architekt
- 1811: Bernhard Wolff, deutscher Zeitungs- und Nachrichtenunternehmer
- 1812: Ernst Friedrich Apelt, deutscher Philosoph und Unternehmer
- 1816: Jan Arnošt Smoler, sorbischer Philologe, Schriftsteller und Verleger
- 1818: Konstantin Petrowitsch von Kaufmann, russischer General
- 1822: Bernhard Hammer, Schweizer Jurist und Politiker, Bundesrat, Nationalrat
- 1824: Adalbert von Dobschütz, preußischer Offizier
- 1825: William Evans Arthur, US-amerikanischer Politiker, Mitglied des Repräsentantenhauses
- 1826: Benno Schmidt, deutscher Mediziner und Hochschullehrer
- 1829: Carl Heinrich von Siemens, deutscher Industrieller

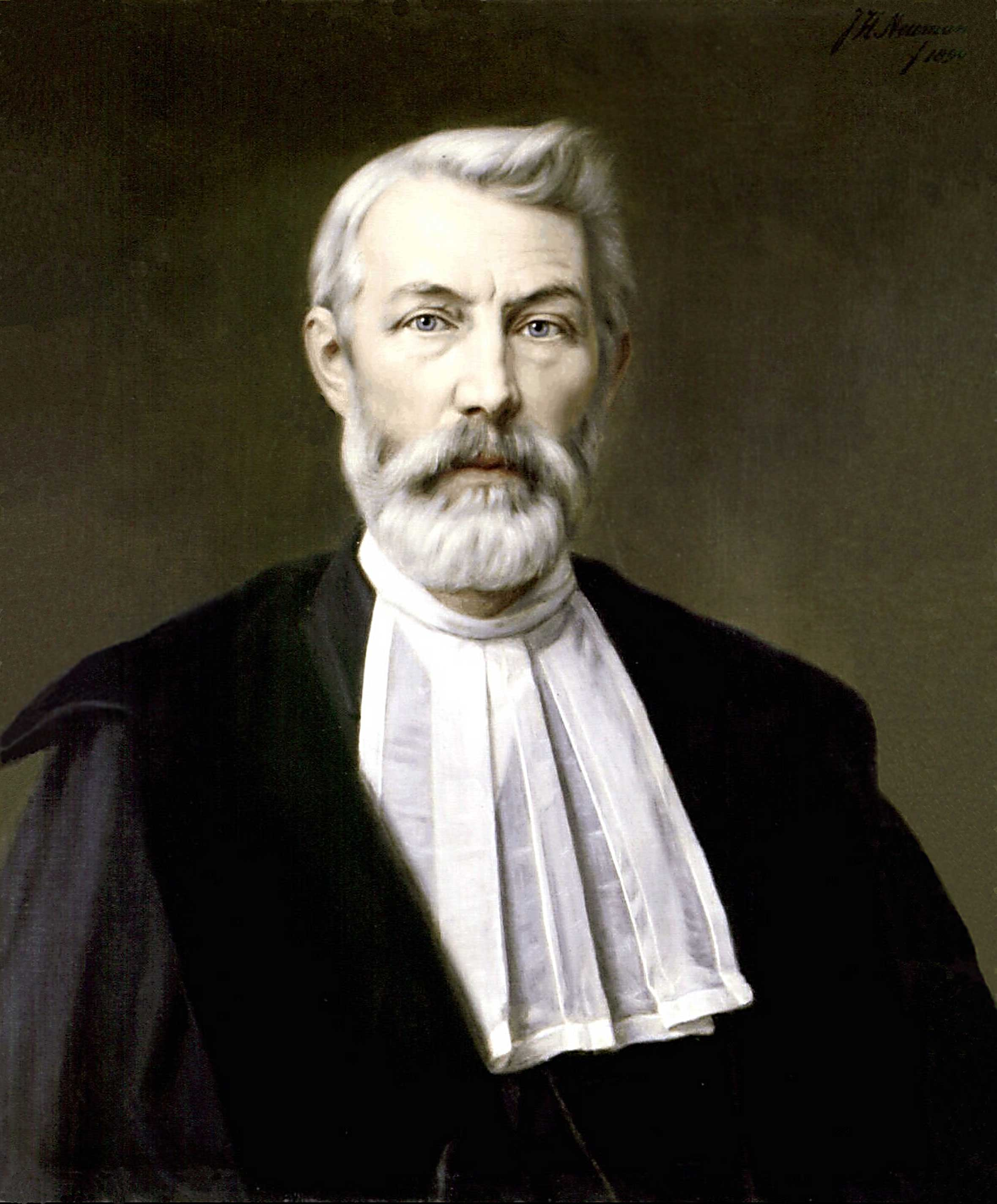
Pieter de Jong (* 1832)

- 1832: Pieter de Jong, niederländischer Orientalist
- 1837: Jacques Charles René Duchesne, französischer General
- 1838: George William Hill, US-amerikanischer Astronom und Mathematiker
- 1840: Friedrich Achelis, deutscher Kaufmann und Kommunalpolitiker, MdBB
- 1840: Chief Joseph, Häuptling der Nez Percé-Indianer
- 1841: John Murray, britischer Ozeanograph
- 1842: Frederick Gustavus Burnaby, britischer Militär, Reisender und Schriftsteller
- 1842: James Sully, englischer Psychologe
- 1844: Aoki Shūzō, japanischer Diplomat und Politiker, Botschafter im Deutschen Reich und den Vereinigten Staaten, Minister
- 1845: Georg Cantor, deutscher Mathematiker
- 1847: Alexander Graham Bell, britischer Sprechtherapeut, Erfinder und Großunternehmer
- 1848: Joseph Peter Audebert, deutscher Naturforscher und Ethnologe
- 1848: Gustav Adolf Fischer, deutscher Afrikaforscher
- 1849: Leonhard Tietz, deutscher Kaufmann

#### 1851–1900
- 1852: Friedrich Hahn, deutscher Geograph
- 1854: Harriet Smithson, irische Theaterschauspielerin
- 1855: Ludwig Döderlein, deutscher Zoologe
- 1855: Alois Mayer, deutscher Bildhauer
- 1855: George Henry Wilson, US-amerikanischer Zahnarzt und Hochschullehrer
- 1856: Gustav Davis, österreichischer Journalist und Zeitungsherausgeber
- 1857: Alfred Bruneau, französischer Komponist und Musikkritiker
- 1857: Gustav Adolf Skalský, tschechischer evangelisch-lutherischer Theologe, Geistlicher und Hochschullehrer
- 1858: Heinrich Brockhaus, deutscher Kunsthistoriker
- 1863: Arthur Machen, walisischer Fantasy-Schriftsteller
- 1867: Gustav Strube, US-amerikanischer Komponist
- 1868: Émile Chartier, französischer Philosoph, Schriftsteller und Journalist
- 1868: Ludwig Freiherr von Stein zu Lausnitz, deutscher Offizier und Forschungsreisender
- 1869: Friedrich Bothe, deutscher Lehrer und Historiker
- 1869: Henry Wood, britischer Dirigent
- 1870: Géza Maróczy, ungarischer Schachspieler
- 1870: August Merges, deutscher Politiker und Revolutionär, Präsident der Sozialistischen Republik Braunschweig, Abgeordneter der Weimarer Nationalversammlung, MdL, Opfer der NS-Justiz
- 1871: Gertrud Arnold, deutsche Schauspielerin
- 1871: Ada Crossley, australische Sängerin

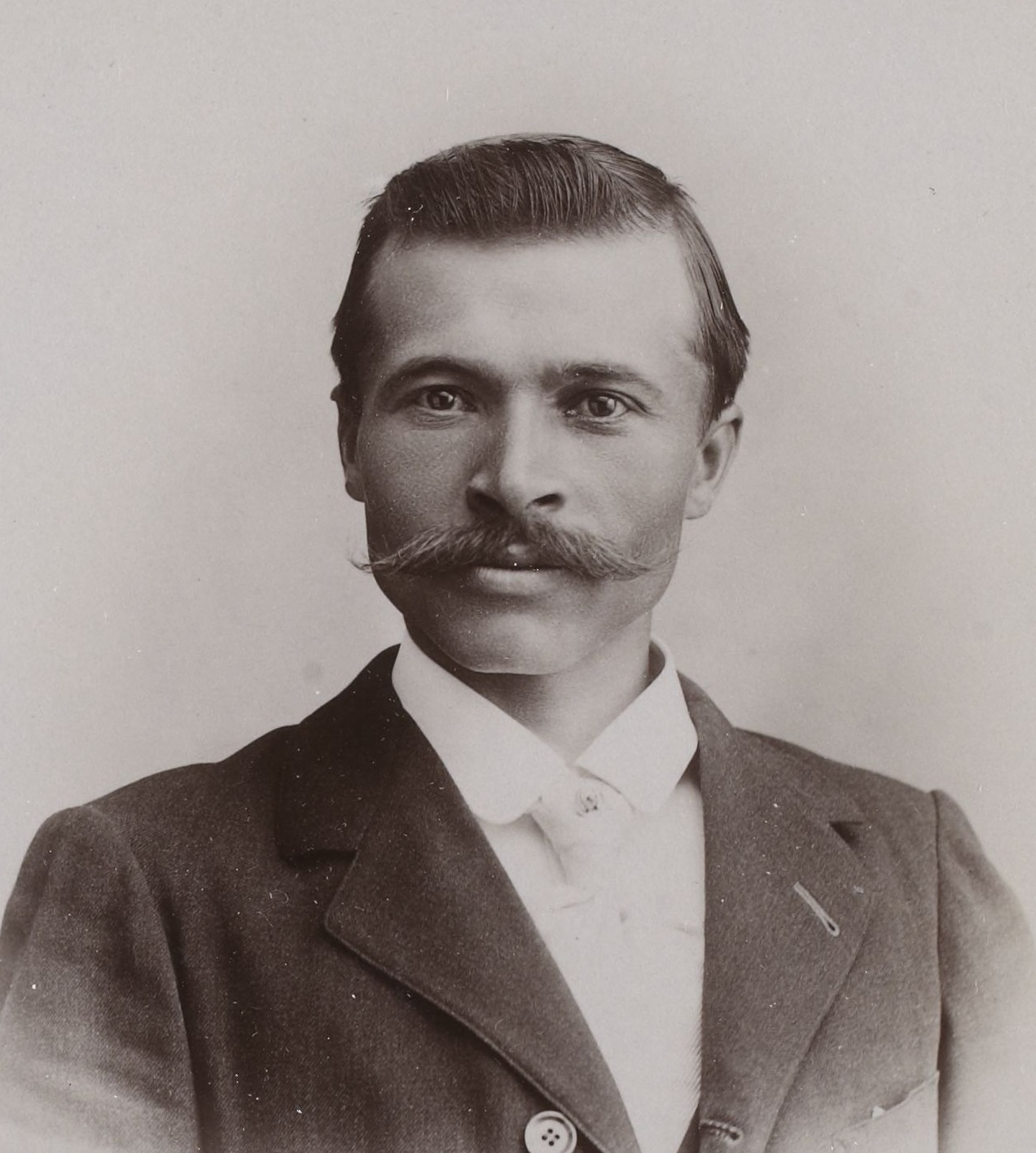
Maurice Garin (* 1871)

- 1871: Maurice Garin, französischer Radrennfahrer
- 1871: Josef Schatz, österreichischer Germanist und Mundartforscher
- 1872: Wilhelm Ahrens, deutscher Mathematiker und Schriftsteller
- 1874: Karl Scharfenberg, deutscher Eisenbahningenieur
- 1878: Leopold Jessner, deutscher Theater- und Filmregisseur
- 1880: Jerónimo Costa, chilenischer Maler
- 1882: Elisabeth Abegg, deutsche Pädagogin, Widerstandskämpferin gegen den Nationalsozialismus
- 1886: R. O. Morris, englischer Komponist und Musikpädagoge
- 1887: Kurt Wolff, deutscher Verleger
- 1888: Olaf Hytten, schottischer Schauspieler
- 1893: Judith Alpi, chilenische Malerin
- 1883: Cyril Burt, britischer Psychologe
- 1886: Ezequiel Fernández Jaén, panamaischer Politiker, Staatspräsident

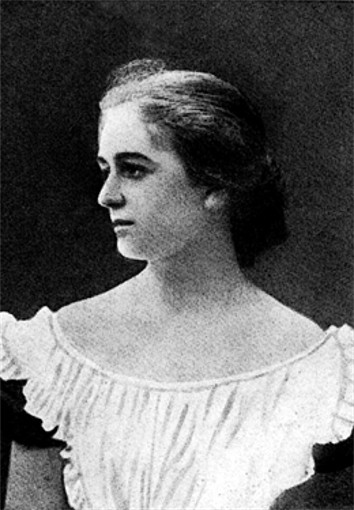
Natalena Korolewa (* 1888)

- 1888ː Natalena Korolewa, ukrainische Schriftstellerin
- 1889: Ruy Coelho, portugiesischer Pianist, Komponist und Dirigent
- 1889: Carl Vincent Krogmann, deutscher Industrieller, Bürgermeister von Hamburg
- 1891: Arthur Drewry, britischer Fußballfunktionär, FIFA-Präsident
- 1892: Georges Guignard, französischer Autorennfahrer
- 1893: Max Ziervogel, deutscher General
- 1894: Henriette Petit, chilenische Malerin
- 1895: Ragnar Anton Kittil Frisch, norwegischer Nationalökonom
- 1895: Adolf Nilsen, norwegischer Ruderer
- 1895: Matthew B. Ridgway, US-amerikanischer General
- 1895: Alexander Voormolen, niederländischer Komponist
- 1896: Auguste Bodoignet, französischer Autorennfahrer
- 1897: Jacques Haller, belgischer Ruderer
- 1898: Emil Artin, österreichischer Mathematiker
- 1898: Aenne Biermann, deutsche Fotografin
- 1898: Humberto Viscarra Monje, bolivianischer Komponist
- 1899: Juri Karlowitsch Olescha, russischer Schriftsteller
- 1899: Albert Krebs, deutscher Politiker und Kulturfunktionär, Gauleiter von Hamburg
- 1899: Ruth von Ostau, deutsche Schriftstellerin
- 1900: Fritz Rotter, österreichischer Autor und Komponist

### 20. Jahrhundert

#### 1901–1925
- 1901: Otto Müller, deutscher Verleger
- 1901: Gwen Wakeling, US-amerikanische Kostümbildnerin
- 1902ː Kurt Müller, deutscher Jurist, evangelischer Theologe und Widerstandskämpfer
- 1903: Gilbert Adrian, US-amerikanischer Kostümbildner
- 1903: Rabbe Enckell, finnischer Schriftsteller, Dichter und Maler
- 1904: Unica Bachmann-Calcoen, deutsch-niederländische Porträt- und Tiermalerin
- 1904: Horace Lapp, kanadischer Pianist, Organist, Dirigent und Komponist
- 1904: El Duque del Morteruelo, spanischer Dichter
- 1904: Rudolf Schwarz, deutscher kommunistischer Politiker, Widerstandskämpfer gegen den Nationalsozialismus
- 1904ː Gerdy Troost, deutsche Kunsthändlerin, Architektin im Umfeld Adolf Hitlers
- 1904: Harry Werner Storz, deutscher Leichtathlet, Olympiamedaillengewinner
- 1905: Marie Glory, französische Schauspielerin
- 1906: Barney Bigard, US-amerikanischer Jazz-Klarinettist

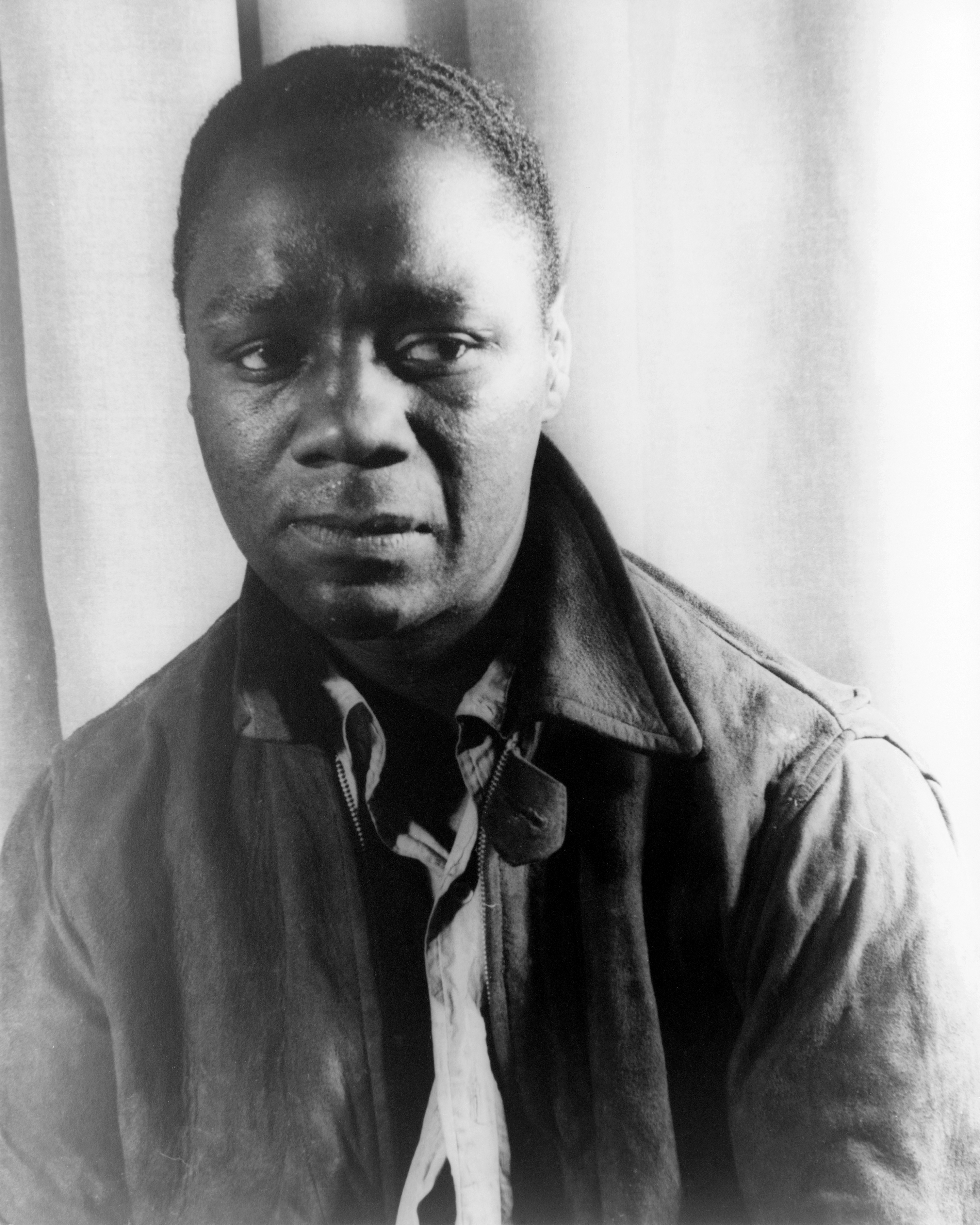
Canada Lee (* 1907)

- 1907: Canada Lee, US-amerikanischer Boxer, Schauspieler und Bürgerrechtler
- 1908: Hylton Bridgman-Metchim, britischer Autorennfahrer
- 1909: Otto Dippelhofer, deutscher General
- 1909: Johnny Barfield, US-amerikanischer Old-Time- und Country-Musiker
- 1908: Yvonne Godard, französische Freistilschwimmerin
- 1910: Gerhard Arlt, deutscher Maler, Graphiker und Heimatkundler
- 1910: Karl Obrecht, Schweizer Jurist und Politiker
- 1911: Jean Harlow, US-amerikanische Schauspielerin
- 1912: Lauro Amadò, Schweizer Fußballspieler
- 1912: Klaus Gysi, deutscher Politiker und Minister der DDR
- 1913: Margaret Bonds, US-amerikanische Komponistin und Pianistin
- 1913: August Tiedtke, deutscher Karambolagespieler, Welt- und Europameister
- 1914: Asger Jorn, dänischer Künstler
- 1915ː Ursula de Boor, deutsche Ärztin und Widerstandskämpferin gegen den Nationalsozialismus
- 1915: William Armstrong, Baron Armstrong of Sanderstead, britischer Regierungsbeamter und Banker
- 1915: Manning Clark, australischer Historiker
- 1915: Herbert Tiede, deutscher Schauspieler
- 1916: Paul Halmos, US-amerikanischer Mathematiker
- 1916: Hans Samelson, US-amerikanischer Mathematiker
- 1916: Benno Sterzenbach, deutscher Schauspieler
- 1917: Louis Eggen, belgischer Autorennfahrer
- 1917: David Eric Fairbairn, australischer Politiker und Diplomat
- 1918: Arthur Kornberg, US-amerikanischer Biochemiker
- 1918: Fritz Thiedemann, deutscher Springreiter, Landwirt und Unternehmer

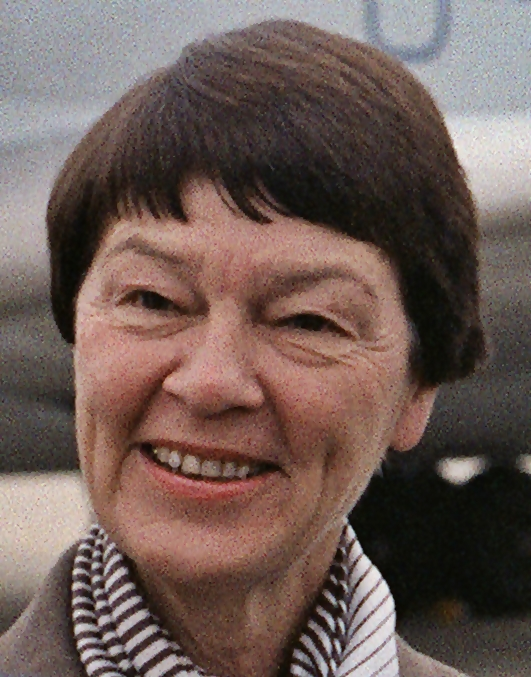
Loki Schmidt (* 1919)

- 1919: Loki Schmidt, deutsche Autorin und Lehrerin
- 1920: Julius Boros, ungarisch-US-amerikanischer Golfspieler
- 1920: James Doohan, US-amerikanischer Schauspieler
- 1920: Tony Gaze, australischer Flieger und Autorennfahrer
- 1921: Diana Barrymore, US-amerikanische Schauspielerin
- 1921: Paul Guimard, französischer Schriftsteller
- 1921: Harry Kalenberg, österreichischer Schauspieler
- 1922: Nándor Hidegkuti, ungarischer Fußballspieler
- 1922: Kazimierz Serocki, polnischer Komponist
- 1922: Alexandru Vona, rumänischer Schriftsteller und Architekt
- 1923: Barney Martin, US-amerikanischer Schauspieler
- 1924: Johnson Aguiyi-Ironsi, nigerianischer Staatspräsident
- 1924: Lys Assia, Schweizer Sängerin und Schauspielerin
- 1924: Omero Tognon, italienischer Fußballspieler und -trainer
- 1924: Erhard Ueckermann, deutscher Jagd- und Forstwissenschaftler

#### 1926–1950
- 1926: Heinz Knobloch, deutscher Schriftsteller
- 1926ː Elisabeth Leopold, österreichischer Augenärztin und Kunstsammlerin
- 1926: James Merrill, US-amerikanischer Schriftsteller
- 1926: Käthe Reichel, deutsche Schauspielerin und Friedensaktivistin
- 1926: Joachim Schweppe, deutscher Komponist und Kirchenmusiker
- 1927: Pierre Aubert, Schweizer Politiker
- 1928: Pierre Michelot, französischer Jazzmusiker
- 1928: Gudrun Pausewang, deutsche Schriftstellerin
- 1929: Mithat Bayrak, türkischer Ringer, Olympiasieger
- 1929: Siegrid Ernst, deutsche Komponistin, Pianistin und Musikpädagogin
- 1930: Keiiti Aki, japanischer Geophysiker und Seismologe
- 1930: Bill Borders, US-amerikanischer Ringer

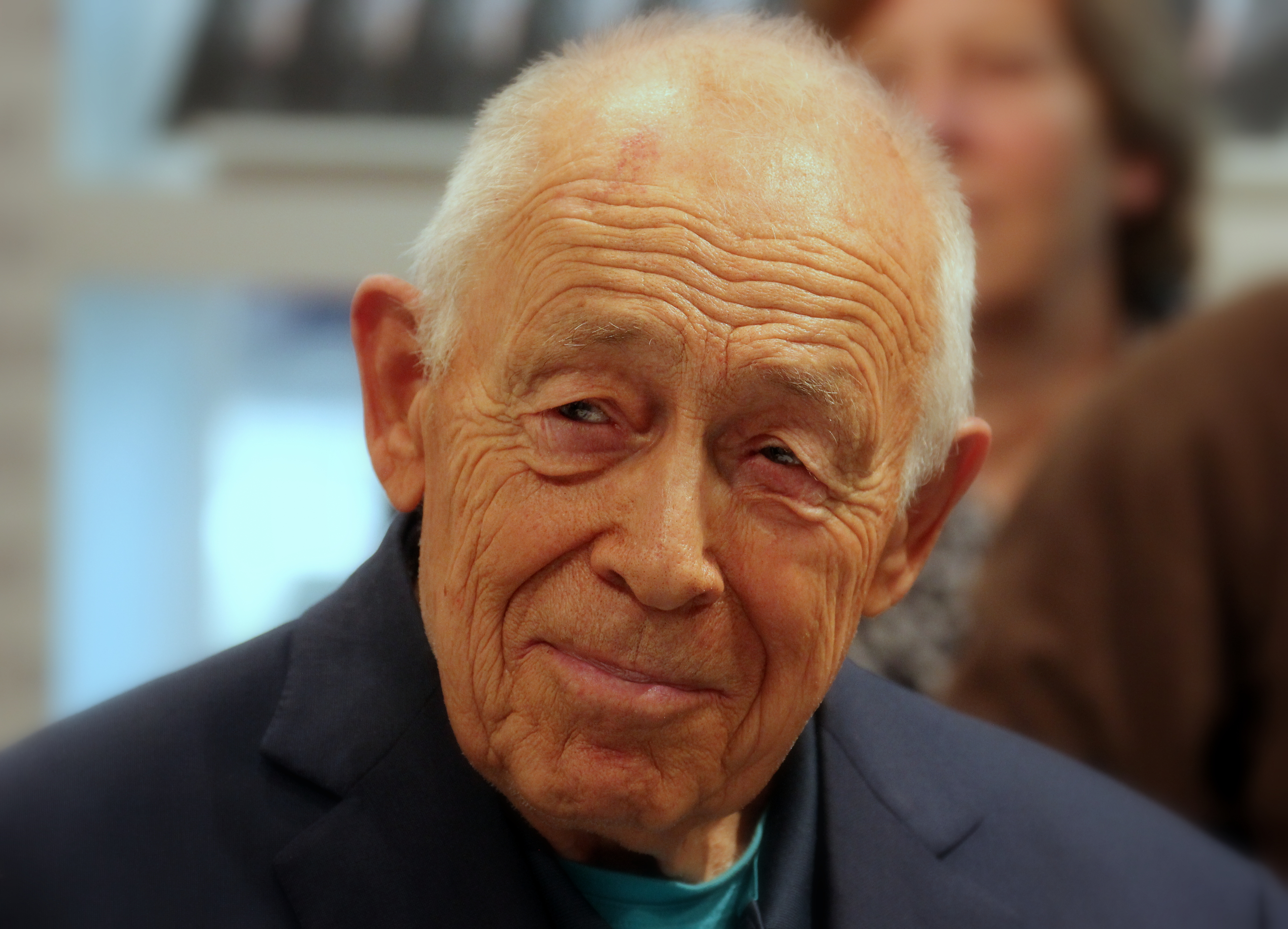
Heiner Geißler (* 1930)

- 1930: Heiner Geißler, deutscher Politiker
- 1930: Ion Iliescu, rumänischer Politiker
- 1930: Greti Kläy, Schweizer Filmregisseurin
- 1931: Franz Anderrüthi, Schweizer Bergsteiger und Bergführer
- 1931: Bernard Morin, französischer Mathematiker
- 1931: Anatoli Stepanowitsch Djatlow, sowjetischer Ingenieur
- 1932: Franz von Kutschera, deutscher Philosoph
- 1933: Alfredo Landa, spanischer Schauspieler und Komiker
- 1933: Víctor Manuel Leites, uruguayischer Dramatiker und Journalist
- 1933: Gerhard Mayer-Vorfelder, deutscher Sportfunktionär, Präsident des Deutschen Fußball-Bundes
- 1933: Marco Antonio Muñiz, mexikanischer Sänger
- 1933: Doc Watson, US-amerikanischer Gitarrist und Sänger
- 1934: Jimmy Garrison, US-amerikanischer Jazz-Bassist
- 1934: Maria Geiss-Wittmann, deutsche Politikerin
- 1934: Jacek Kuroń, polnischer Bürgerrechtler und Publizist, Historiker und Politiker
- 1935: Mal Anderson, australischer Tennisspieler
- 1935: Dieter Appelt, deutscher Fotograf, Maler, Bildhauer, Video-, Aktions- und Objektkünstler
- 1935: Georg Bautzmann, deutscher Brigadegeneral
- 1935: Hartmut Bossel, deutscher Umweltforscher
- 1935: Schelju Schelew, bulgarischer Philosoph, Politiker und Dissident, Staatspräsident
- 1935: Michael Walzer, US-amerikanischer Intellektueller und Sozialphilosoph
- 1936: Rachel Yakar, französische Sopranistin
- 1937: Bobby Driscoll, US-amerikanischer Schauspieler
- 1937: Alfred Janson, norwegischer Komponist, Pianist und Akkordeonist
- 1938: Bruno Bozzetto, italienischer Zeichentrick-Animator
- 1938: Douglas Leedy, US-amerikanischer Komponist, Dirigent, Hornist, Cembalist, Sänger und Musikpädagoge
- 1938: Wu Jin-yun, taiwanesische Leichtathletin
- 1939ː Eva Jiřičná,  tschechisch-britische Architektin und Designerin
- 1939: Ariane Mnouchkine, französische Schauspielerin
- 1940: Ghazi al-Gosaibi, saudi-arabischer Schriftsteller und Diplomat
- 1940: Horst Schmidbauer, deutscher Politiker, MdB
- 1941: Jutta Hoffmann, deutsche Bühnen- und Filmschauspielerin
- 1941: Eero Tapio, finnischer Ringer
- 1941: John Thomas, US-amerikanischer Leichtathlet
- 1942: Gretchen Dutschke-Klotz, US-amerikanische Autorin und Studentenaktivistin
- 1943: Jean-Clément Jeanbart, syrischer Erzbischof
- 1943: Albert A. Stahel, Schweizer Politikwissenschaftler

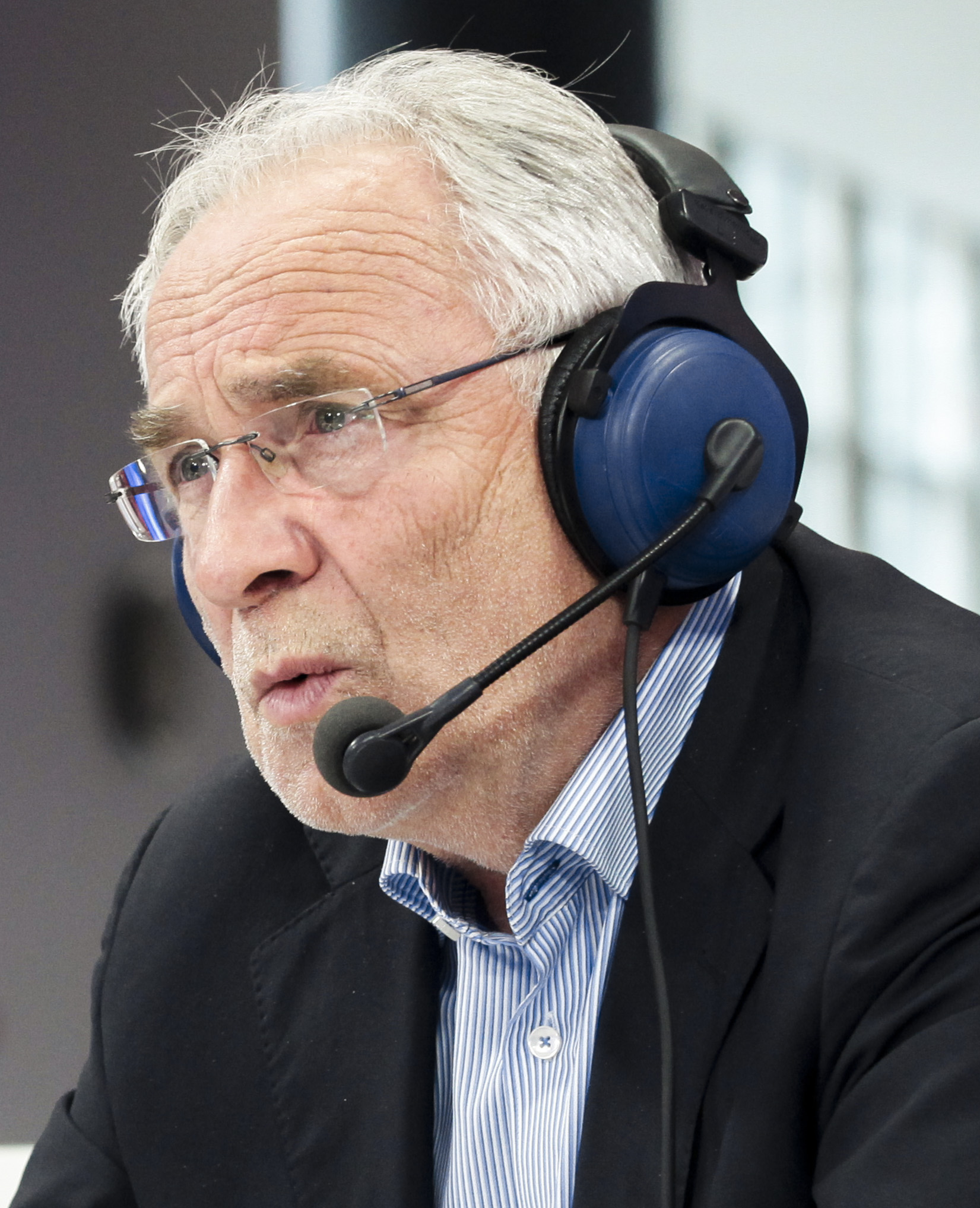
Ivo Vajgl (* 1943)

- 1943: Ivo Vajgl, slowenischer Außenminister
- 1944: Eva Astor, österreichische Schauspielerin, Schlagersängerin und Astrologin
- 1944: Lee Holdridge, US-amerikanischer Komponist
- 1944: Rita Hovink, niederländische Jazz-, Chanson- und Schlagersängerin
- 1944: Tatja Seibt, deutsche Schauspielerin
- 1945: Patricia Asbæk, dänische Galeristin und Kuratorin
- 1945: Kathleen Corrigan-Ekas, US-amerikanische Turnerin
- 1945: Gordon Thomson, kanadischer Schauspieler
- 1946: James C. Adamson, US-amerikanischer Astronaut
- 1946: Charles Asati, kenianischer Sprinter
- 1946: Jorge Asís, argentinischer Journalist und Schriftsteller
- 1946: Manfred Flügge, deutscher Schriftsteller
- 1946: Dunja Rajter, kroatische Sängerin und Schauspielerin
- 1947: Takeo Ischi, japanischer Sänger und Jodler
- 1947: Óscar Tabárez, uruguayischer Fußballspieler und -trainer
- 1947: Jennifer Warnes, US-amerikanische Sängerin
- 1948: Snowy White, britischer Blues- und Rock-Gitarrist
- 1949: Roberta Alexander, US-amerikanische Sopranistin
- 1950: Stélio Craveirinha, mosambikanischer Leichtathlet und Leichtathletiktrainer
- 1950: Karl Goldammer, österreichischer Maler
- 1950: Peter Lovett, britischer Autorennfahrer

#### 1951–1975
- 1951: Benny Barnes, US-amerikanischer American-Football-Spieler
- 1951: Lindsay Cooper, britische Fagottistin, Saxophonistin und Komponistin

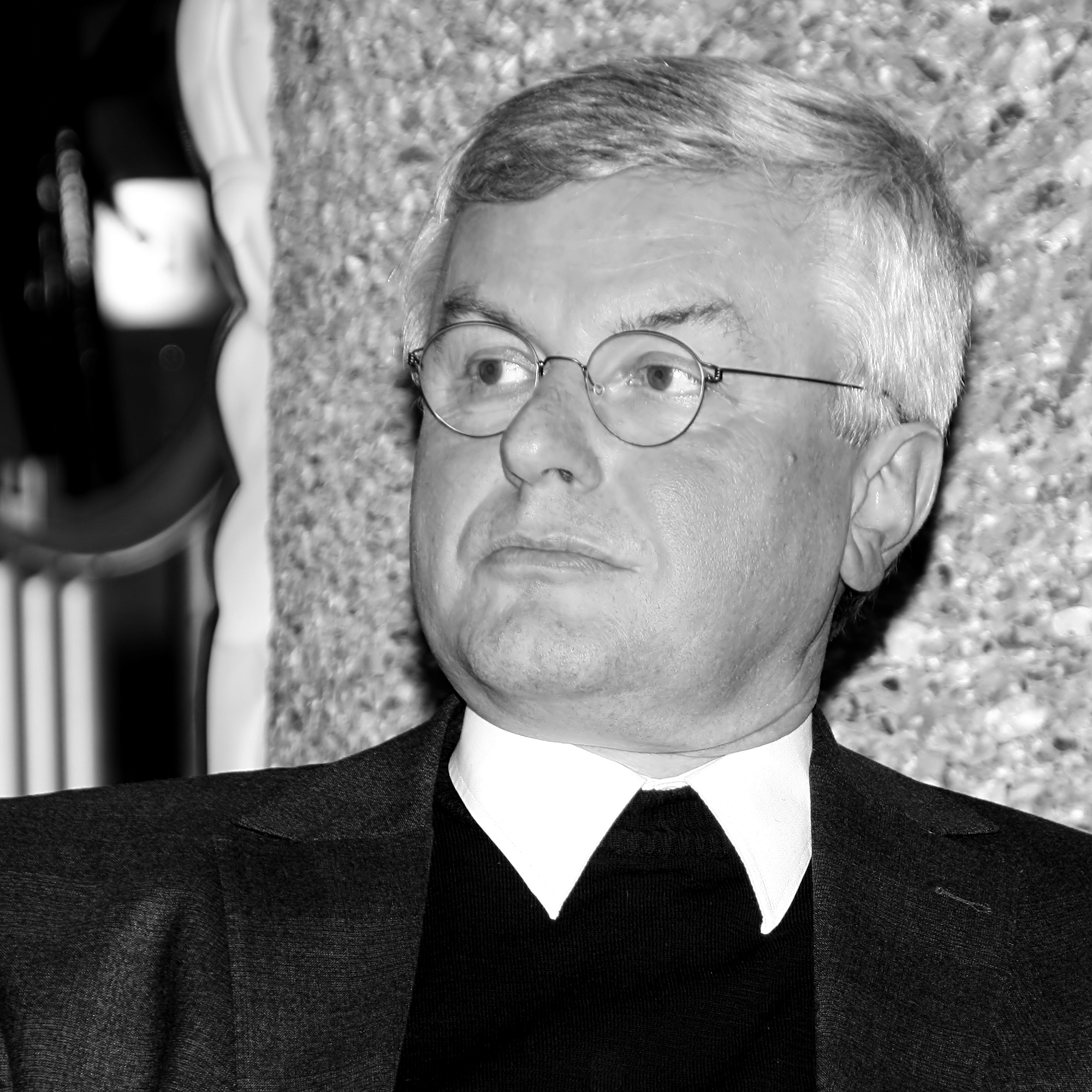
Günter Assenmacher (* 1952)

- 1952: Günter Assenmacher, deutscher Geistlicher, Offizial des Erzbistums Köln
- 1952: Wolfgang Kubicki, deutscher Politiker
- 1953: Aram Asatryan, armenischer Popsänger
- 1953: Dagmar Freitag, deutsche Politikerin, MdB
- 1953: Hans-Gerd Jauch, deutscher Rechtsanwalt und Insolvenzverwalter
- 1953: Jan Simonsen, norwegischer Politiker
- 1953: Josef Winkler, österreichischer Schriftsteller
- 1953: Zico, brasilianischer Fußballspieler und -trainer
- 1954: Rüdiger Barton, deutscher Rockmusiker, Produzent und Studiomusiker
- 1954: Dieter Drabiniok, deutscher Politiker
- 1954: Ona Zee, US-amerikanische Pornodarstellerin, -produzentin und -regisseurin
- 1955: Andreas Schulz, deutscher Rallyebeifahrer
- 1955: Harald Seiffer, deutscher Fußballspieler
- 1955: Peer-Uwe Teska, deutscher Schauspieler
- 1956: Zbigniew Boniek, polnischer Fußballspieler
- 1957: Atli Eðvaldsson, isländischer Fußballspieler und -trainer
- 1957: Chris Lewis, neuseeländischer Tennisspieler
- 1957: Vasile Oprea, rumänischer Handballspieler und -trainer
- 1958: Haji Nasrullah Baryalai Arsalai, afghanischer Politiker
- 1958: Bob Bradley, US-amerikanischer Fußballtrainer
- 1958: Miranda Richardson, britische Schauspielerin
- 1958: Marc Silvestri, US-amerikanischer Comiczeichner und -verleger
- 1959: Wilfried Klenk, deutscher Politiker
- 1959: Liliana Vitale, argentinische Komponistin, Sängerin und Pianistin
- 1960: Chachamaru, japanischer Musiker
- 1960: Gerald Höfer, deutscher Schriftsteller
- 1960: Andreas Thiel, deutscher Handballspieler
- 1961: Anita Hegerland, norwegische Sängerin
- 1961: Ellen Siegers, deutsche Juristin
- 1962: Jackie Joyner-Kersee, US-amerikanische Leichtathletin
- 1963: Chaltmaagiin Battulga, mongolischer Politiker, seit 2017 Präsident der Mongolei
- 1963: Benjamin Eberle, liechtensteinischer Skilangläufer

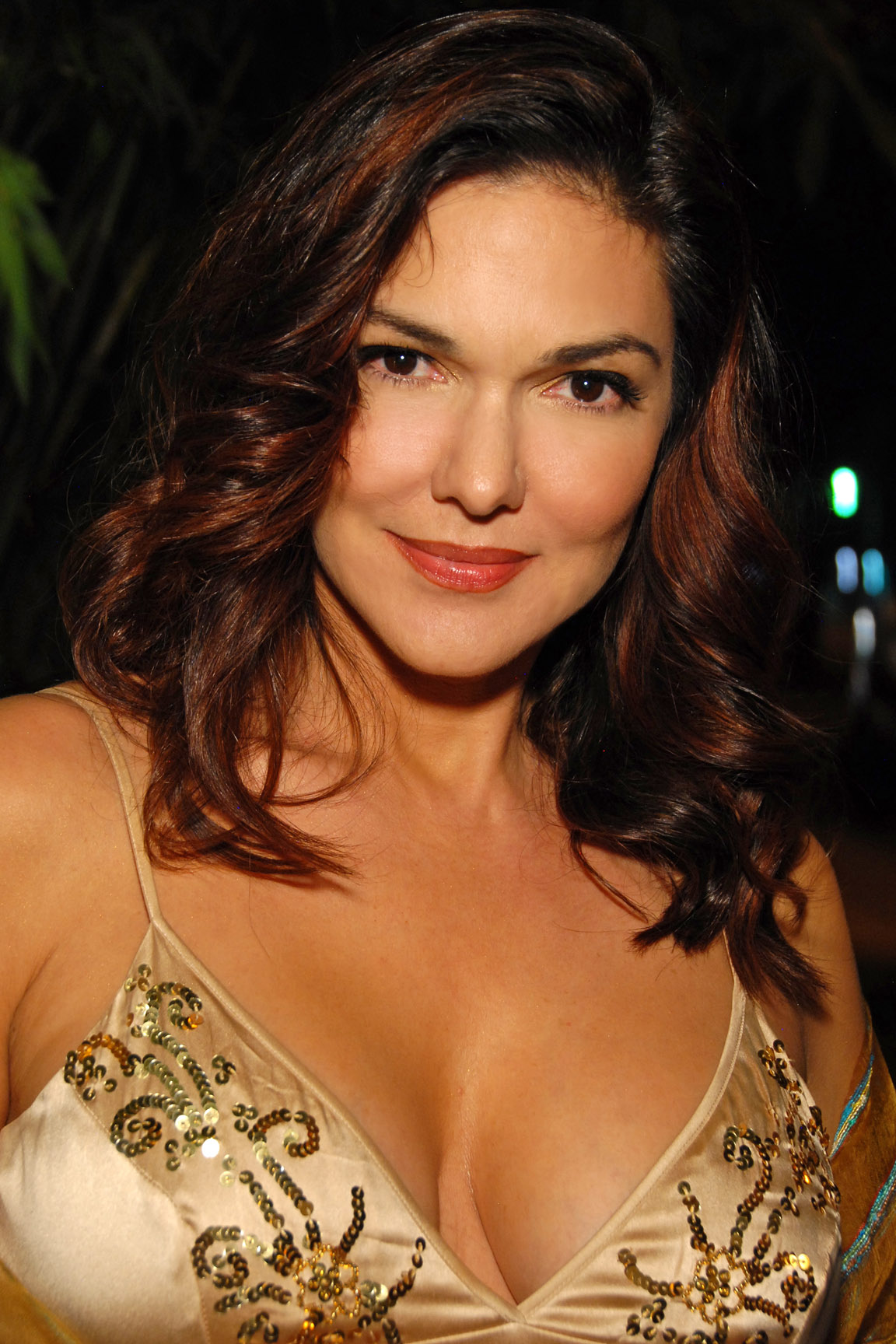
Laura Harring (* 1964)

- 1964: Laura Harring, US-amerikanische Schauspielerin
- 1964: Raymond Narac, französischer Unternehmer und Autorennfahrer
- 1964: Ludgera Selting, deutsche Richterin und Gerichtspräsidentin
- 1964: Andreas Wahl, deutscher Jurist
- 1965: Eric Da Re, US-amerikanischer Schauspieler
- 1965: Boris Steinberg, deutscher Chansonsänger
- 1965: Dragan Stojković, serbischer Fußballspieler
- 1965: Guylaine St-Onge, kanadische Schauspielerin
- 1966: Detlef Altenbeck, deutscher Regisseur
- 1966: Tone Lōc, US-amerikanischer Hip-Hop-Musiker
- 1967: Isabel Abedi, deutsche Kinderbuchautorin
- 1967: Jorge Claudio Arbiza Zanuttini, uruguayischer Fußballspieler
- 1967: Stephan Attiger, schweizerischer Politiker
- 1967: Spiridon Neven DuMont, deutscher Fotograf
- 1967: Alexander Wolkow, russischer Tennisspieler
- 1968: Oli Bigalke, deutscher Schauspieler
- 1968: Brian Leetch, US-amerikanischer Eishockeyspieler
- 1968: Scott Radinsky, US-amerikanischer Sänger und Footballspieler
- 1968: Jörg Stiel, Schweizer Fußballspieler
- 1969: Jason Plummer, australischer Schwimmer
- 1969: Horst Steffen, deutscher Fußballspieler und -trainer
- 1969: Simon Whitlock, australischer Dartspieler
- 1970: John Carter Cash, US-amerikanischer Country-Sänger und Musikproduzent
- 1971: Lothar Leder, deutscher Triathlet
- 1972: Darren Anderton, englischer Fußballspieler
- 1972: Kola Boof, US-amerikanische Schriftstellerin und Feministin
- 1972: André Franke, deutscher Musikproduzent und Komponist
- 1972: Thomas M. Held, deutsch-österreichischer Schauspieler
- 1973: Rustam Adschy, ukrainischer Ringer
- 1973: Jason Bright, australischer Autorennfahrer

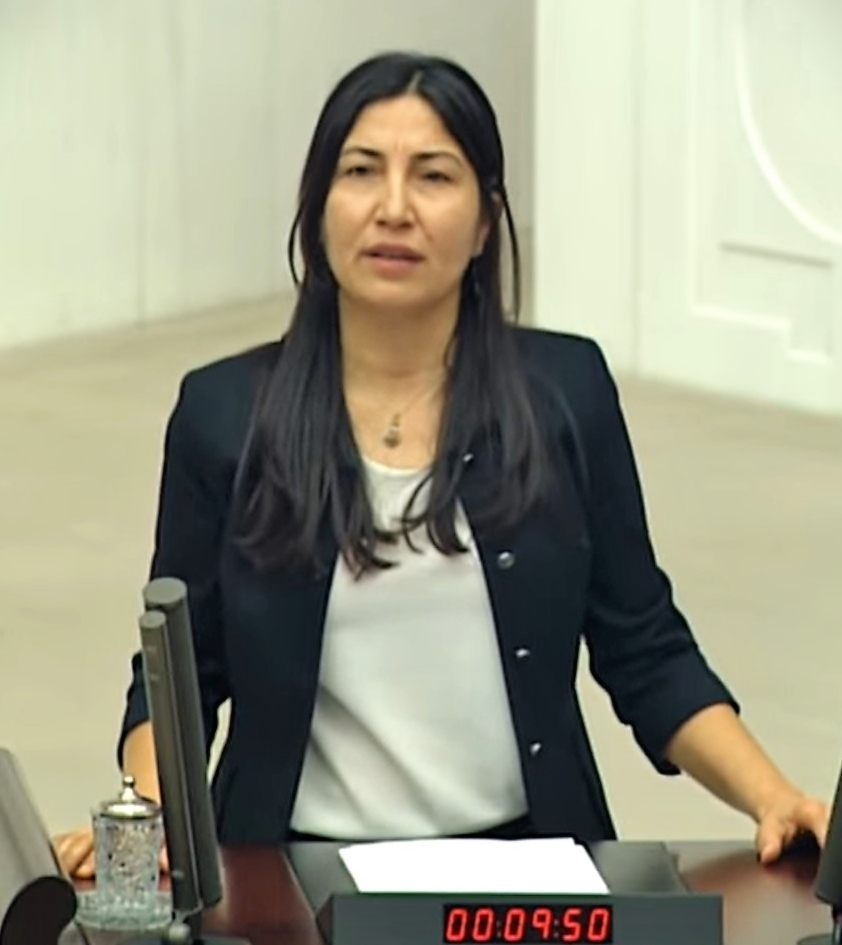
Leyla Birlik (* 1974)

- 1974: Leyla Birlik, kurdische Politikerin der HDP
- 1974: David Faustino, US-amerikanischer Schauspieler und Sänger
- 1974: DJ Noise, Schweizer DJ und Produzent
- 1974: Tomáš Kraus, tschechischer Skisportler
- 1974: Josef Strobl, österreichischer Skirennläufer
- 1975: Johanna Wokalek, deutsche Schauspielerin

#### 1976–2000
- 1976: Michael Blos, deutscher Politiker
- 1976: Natalia Kukulska, polnische Pop-Sängerin
- 1977: Gabriel Arroyo, argentinischer Volleyballspieler

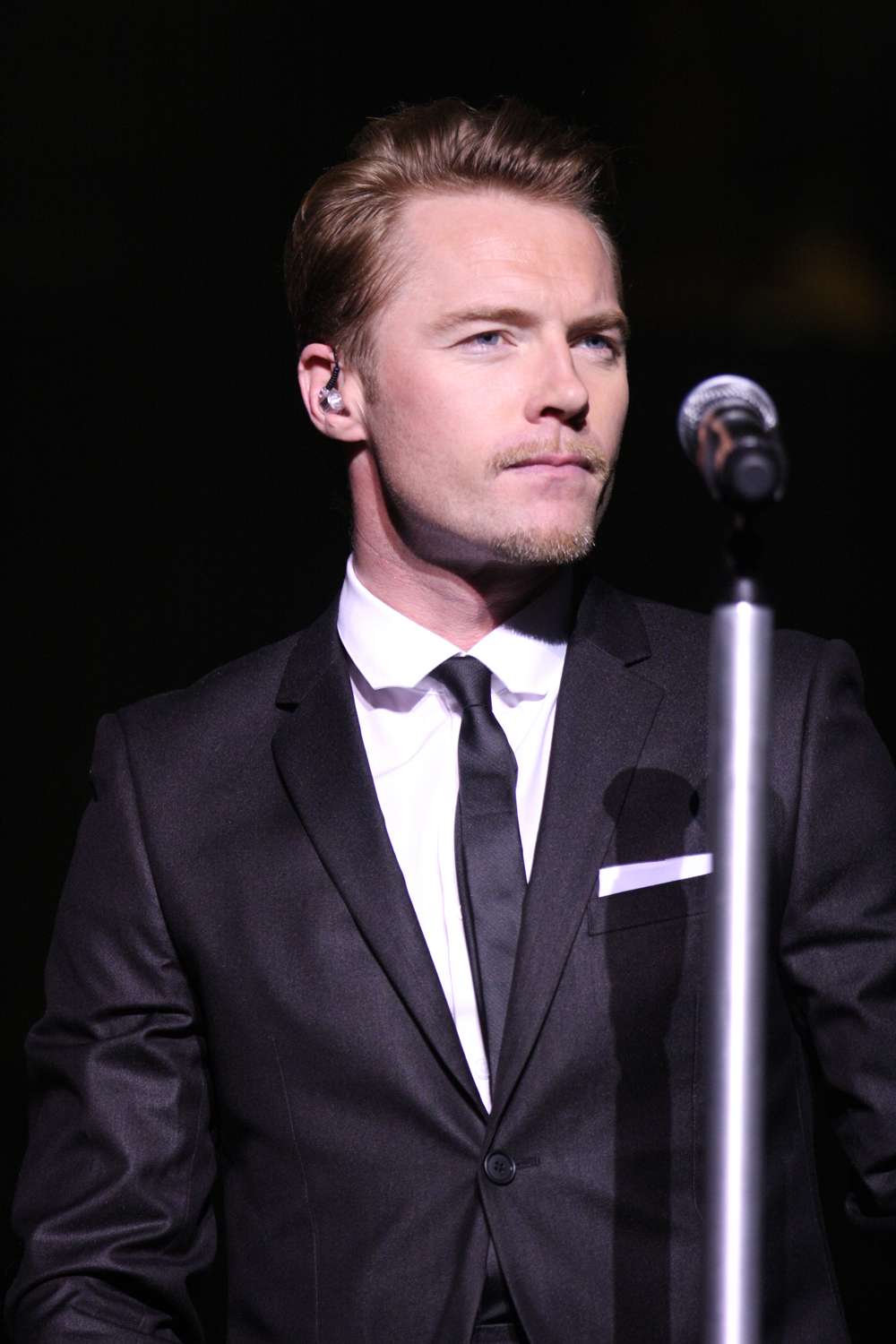
Ronan Keating (* 1977)

- 1977: Ronan Keating, irischer Musiker
- 1977: Stéphane Robidas, kanadischer Eishockeyspieler
- 1977: Sarah Smart, britische Schauspielerin
- 1977: Anna Tenta, österreichisch-schweizerische Schauspielerin
- 1978: Britta Carlson, deutsche Fußballspielerin
- 1978: Leonora Jakupi, jugoslawisch-kosovarische Pop-Sängerin
- 1978: Aarti Mann, US-amerikanische Schauspielerin
- 1979: Anton Weste, deutscher Roman- und Spieleautor
- 1980: Anmary, lettische Sängerin
- 1980: Pavel Krmaš, tschechischer Fußballspieler
- 1980: Christoph Semmler, deutscher Fußballspieler
- 1980: Katherine Waterston, US-amerikanische Schauspielerin
- 1981: Ed Carpenter, US-amerikanischer Automobilrennfahrer
- 1981: Tobias Forge, schwedischer Rockmusiker
- 1981: Lil’ Flip, US-amerikanischer Rapper
- 1981: Ārash Miresmāeli, iranischer Judoka

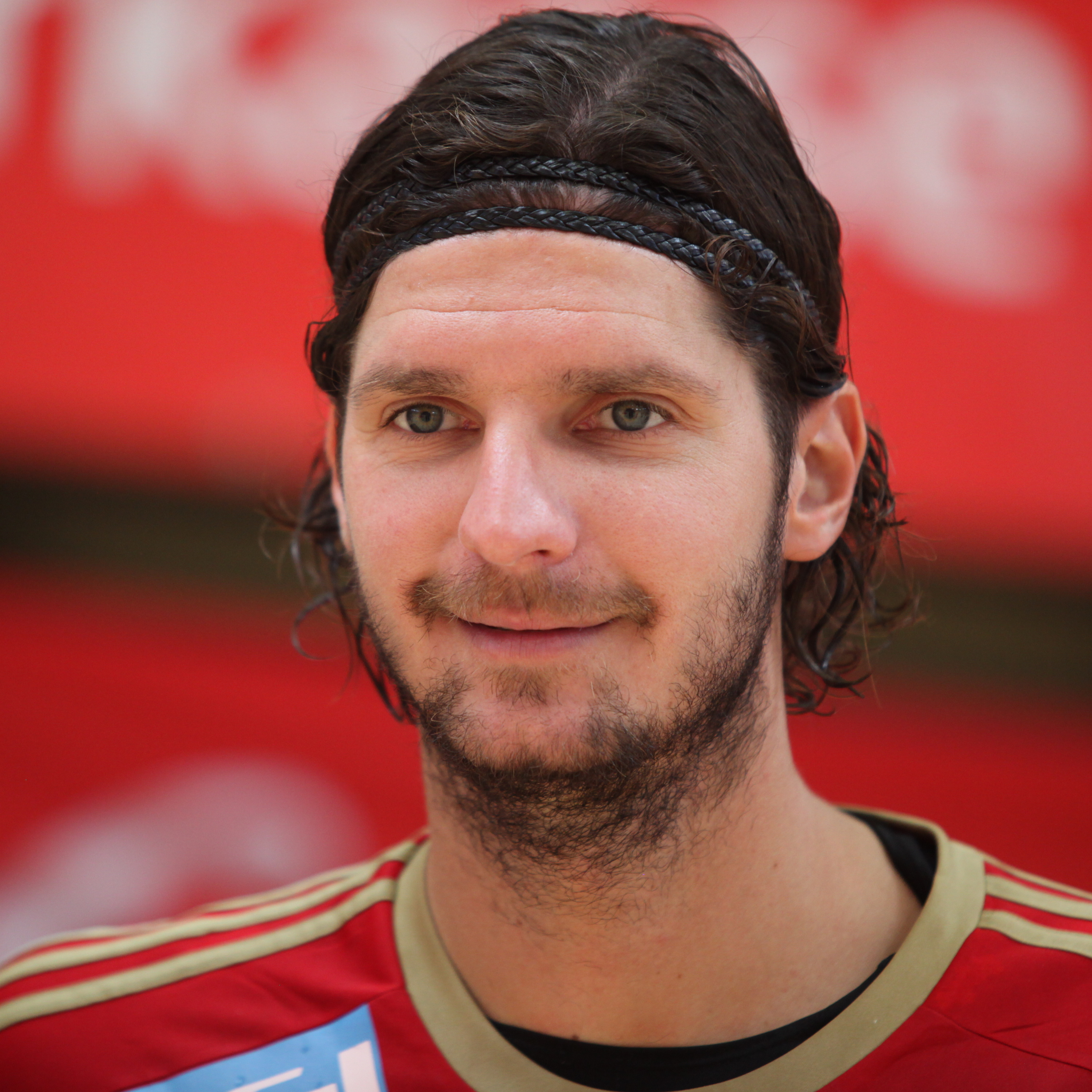
László Nagy (* 1981)

- 1981: László Nagy, ungarischer Handballspieler
- 1981: Oliver Rudin, Schweizer Dirigent, Sänger und Komponist
- 1981: Mark-Alexander Solf, deutscher Schauspieler, Autor und Arzt
- 1982: Alejandro Alonso, argentinischer Fußballspieler
- 1982: Jessica Biel, US-amerikanische Schauspielerin
- 1983: Sarah Poewe, südafrikanisch-deutsche Schwimmerin
- 1984: Javier Arizmendi, spanischer Fußballspieler
- 1984: Petra Lammert, deutsche Leichtathletin
- 1984: António Eduardo Pereira dos Santos, brasilianischer Fußballspieler
- 1985: Aljona Igorewna Arschinowa, russische Politikerin
- 1985: Marc Hohenberg, deutscher Handballspieler
- 1985: Femi Opabunmi, nigerianischer Fußballspieler
- 1985: Özgür Özvatan, deutscher Sozialwissenschaftler und Fußballspieler
- 1985: Mariel Zagunis, US-amerikanische Säbel-Fechterin
- 1986: Gunnar Dietrich, deutscher Handballspieler
- 1986: Stacie Orrico, US-amerikanische Pop-Sängerin
- 1986: Thorsten Salzer, deutscher Handballspieler
- 1989: Philipp Bargfrede, deutscher Fußballspieler
- 1989: Robin Teppich, deutscher Handballspieler
- 1990: Christoph Kobleder, österreichischer Fußballspieler
- 1990: Livia Matthes, deutsche Schauspielerin
- 1990: Emmanuel Rivière, französischer Fußballspieler
- 1991: Deyanira Angulo, mexikanische Badmintonspielerin
- 1991: Jan Bühn, deutscher Motorradrennfahrer
- 1991: Andreas Wolff, deutscher Handballspieler
- 1993: Antonio Rüdiger, deutscher Fußballspieler
- 1993: Dion Smith, neuseeländischer Radrennfahrer
- 1994: Luna Gevitz, dänische Fußballspielerin
- 1994: Patrick Weihrauch, deutscher Fußballspieler
- 1995: Bryan Cristante, italienischer Fußballspieler
- 1996: Julia Wiedemann, deutsche Schauspielerin
- 1997: David Neres, brasilianischer Fußballspieler
- 1997: Allan, brasilianischer Fußballspieler
- 1997: Camila Cabello, kubanisch-amerikanische Sängerin
- 1998: Jayson Tatum, amerikanischer Basketballspieler
- 1999: Maria Clara Goppler, deutsche Komikerin
- 2000: Johannes Berzl, deutscher Schauspieler
- 2000: Kim Heiduk, deutscher Radrennfahrer

### 21. Jahrhundert
- 2002: Allan Delferrière, belgischer Fußballspieler
- 2002: Lorenzo Germani, italienischer Radrennfahrer
- 2002: Lorenzo Musetti, italienischer Tennisspieler
- 2003: Momoko Okazaki, japanische Sängerin und Tänzerin
- 2005: Miles Caton, US-amerikanischer Musiker und Schauspieler

## Gestorben

### Vor dem 18. Jahrhundert
- 0803: Anselm von Nonantola, Abt der Abtei Nonantola
- 1009: Abd ar-Rahman Sanchuelo, Reichsverweser im Kalifat von Córdoba
- 1033: Kunigunde von Luxemburg, Gemahlin Kaiser Heinrichs II.
- 1126: Hartwig I., Bischof von Regensburg
- 1193: Saladin, Ayyubiden-Herrscher
- 1195: Hugh de Puiset, Bischof von Durham
- 1200: Otto von Henneberg, Bischof von Speyer
- 1218: Dreux IV. de Mello, französischer Adliger, Kastellan von Loches und Châtillon-sur-Indre, Kreuzritter, Connétable von Frankreich
- 1218: Rostislaw II., Großfürst der Kiewer Rus
- 1223: Wincenty Kadłubek, Bischof von Krakau
- 1234: Robert III., Graf von Dreux und Braine
- 1277: Folke Johansson, schwedischer Geistlicher, Erzbischof von Uppsala
- 1303: Roger Bernard III., Graf von Foix
- 1311: Antony Bek, Bischof von Durham
- 1323: Andrew Harclay, 1. Earl of Carlisle, englischer Militär und Rebell
- 1356: Johann Klingenberg, Ratsherr von Lübeck
- 1357: Bernardus, Abt des Klosters Marienfeld
- 1421: Johann I., Herzog von Oppeln, Bischof von Posen, Leslau, Cammin und Kulm
- 1452: Friedrich IV. Truchsess von Emmerberg, Salzburger Erzbischof
- 1452: Pietro Geremia, italienischer Dominikaner und Diplomat
- 1459: Ausiàs March, valencianischer Schriftsteller und Ritter
- 1490: Friedrich von Öttingen, Bischof von Passau
- 1509: Melchior von Meckau, Fürstbischof von Brixen
- 1525: Thomas de Foix, Bischof von Tarbes, französischer Militär und Marschall von Frankreich

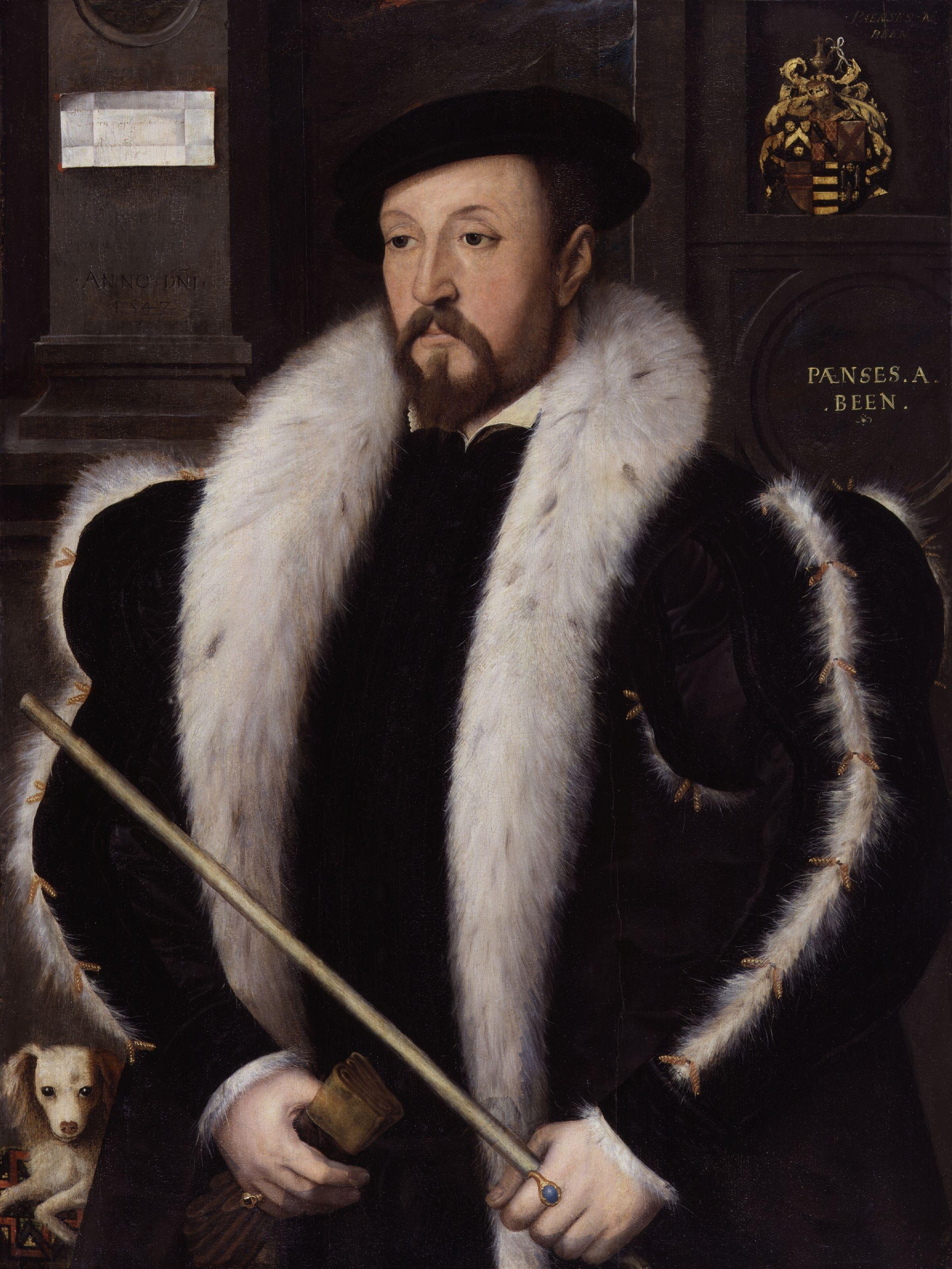
Thomas Wentworth († 1551)

- 1551: Thomas Wentworth, 1. Baron Wentworth, englischer Politiker
- 1554: Johann Friedrich I., Kurfürst und Herzog von Sachsen
- 1560: Cristoforo Sabbadino, erster Ratgeber der Republik Venedig in Fragen der Sicherheit der Lagune
- 1564: Friedrich von Rödern, schlesischer Adeliger
- 1572: Henry Stewart, 2. Lord Methven, schottischer Adliger
- 1573: Claude de Lorraine, Herzog von Aumale
- 1578: Sebastiano Venier, 86. Doge von Venedig
- 1588: Heinrich XI., Herzog von Liegnitz
- 1589: Johannes Sturm, deutscher Humanist, Philologe, Pädagoge und Schulreformer
- 1604: Fausto Sozzini, unitarischer Theologe
- 1605: Clemens VIII., Papst
- 1611: William Douglas, 10. Earl of Angus, schottischer Adeliger
- 1612: Joan Thynne, englische Adelige
- 1616: Matthias de L’Obel, englischer Botaniker, Leibarzt von König James I.
- 1621: Rudolf Goclenius der Jüngere, deutscher Arzt, Physiker, Mediziner, Mathematiker und Astronom
- 1668: Mathias Rotenburger, im Fürsterzbistum Salzburg wirkender Orgelbauer
- 1681: Cornelis Kick, niederländischer Stilllebenmaler
- 1692: Eleonore Katharine von Pfalz-Zweibrücken-Kleeburg, Landgräfin von Hessen-Eschwege

### 18. Jahrhundert
- 1706: Johann Pachelbel, deutscher Organist und Komponist (Kanon und Gigue in D-Dur)
- 1707: Aurangzeb, Großmogul von Indien
- 1708: Sigmund Carl von Castel-Barco, Fürstbischof von Chiemsee
- 1711: Karl, Landgraf von Hessen-Wanfried
- 1713: Mauriz von Menzingen, Schweizer römisch-katholischer Ordenspriester
- 1714: Hans Carl von Carlowitz, deutscher Forstwissenschaftler
- 1716: Liberat Weiß, Missionar des Franziskanerordens in Äthiopien und katholischer Märtyrer
- 1718: Jean d’Estrées, französischer Politiker und Erzbischof von Cambrai
- 1733: Yves d’Alègre, Titularprinz von Orange, Marquis de Tourzel und Herr von Montague, Saint-Flour-le-Chatel, von Aurouze und Aubusson, Graf von Flageac sowie Marschall von Frankreich
- 1734: Claus Stallknecht, deutsch-dänischer Baumeister
- 1743: Peter Faneuil, britisch-amerikanischer Kolonial-Kaufmann, Sklavenhändler und Philanthrop
- 1765: Tobias Henry Reetz, deutscher Architekt französischer Herkunft
- 1766: Gregor Joseph Werner, österreichischer Komponist, Kapellmeister im Hause Esterházy
- 1768: Nicola Antonio Porpora, italienischer Komponist und Gesangslehrer
- 1780: Joseph Highmore, britischer Maler
- 1781: Nicolas Dupont, lothringischer Orgelbauer
- 1785: Balthasar Ferdinand Moll, österreichischer Bildhauer
- 1792: Robert Adam, schottischer Architekt
- 1793: Friedrich August, Fürst von Anhalt-Zerbst
- 1797: Yves Joseph de Kerguelen de Trémarec, französischer Seefahrer und Entdecker

### 19. Jahrhundert
- 1804: Giovanni Domenico Tiepolo, italienischer Maler des Barock
- 1808: Johann Christian Fabricius, deutscher Zoologe und Wirtschaftswissenschaftler
- 1808: Anton von Maron, österreichischer Porträtmaler
- 1818: Pascal Antoine Fiorella, französischer General korsischer Herkunft
- 1822: Franz Anton von Zauner, österreichischer Bildhauer
- 1824: Giovanni Battista Viotti, italienischer Violinist und Komponist, gilt als einer der Väter der modernen Violintechnik
- 1829: Carl Friedrich Ulrich von Ahlefeldt von Dehn, Baron von Dehn auf Ludwigsburg
- 1831: Johann Friedrich Wilhelm Koch, deutscher evangelischer Geistlicher und Botaniker
- 1836: Cayetano Carreño, venezolanischer Komponist
- 1836: Israel Gottlieb Wernicke, dänisch-norwegischer Komponist und Cembalist
- 1837: Viktor Joseph Dewora, deutscher katholischer Geistlicher und Pädagoge
- 1838: John Stevens, US-amerikanischer Erfinder und Ingenieur
- 1840: Laurent-Théodore Biett, schweizerisch-französischer Mediziner
- 1840: Wilhelm Langbein, deutscher Pädagoge
- 1844: Andreas Leonhard Creuzer, deutscher Theologe
- 1846: François de Beauharnais, französischer Adeliger
- 1848: Heinrich Olivier, deutscher Maler
- 1849: Benedict Arnold, US-amerikanischer Politiker
- 1849: Johann Heinssen, deutscher Orgelbauer

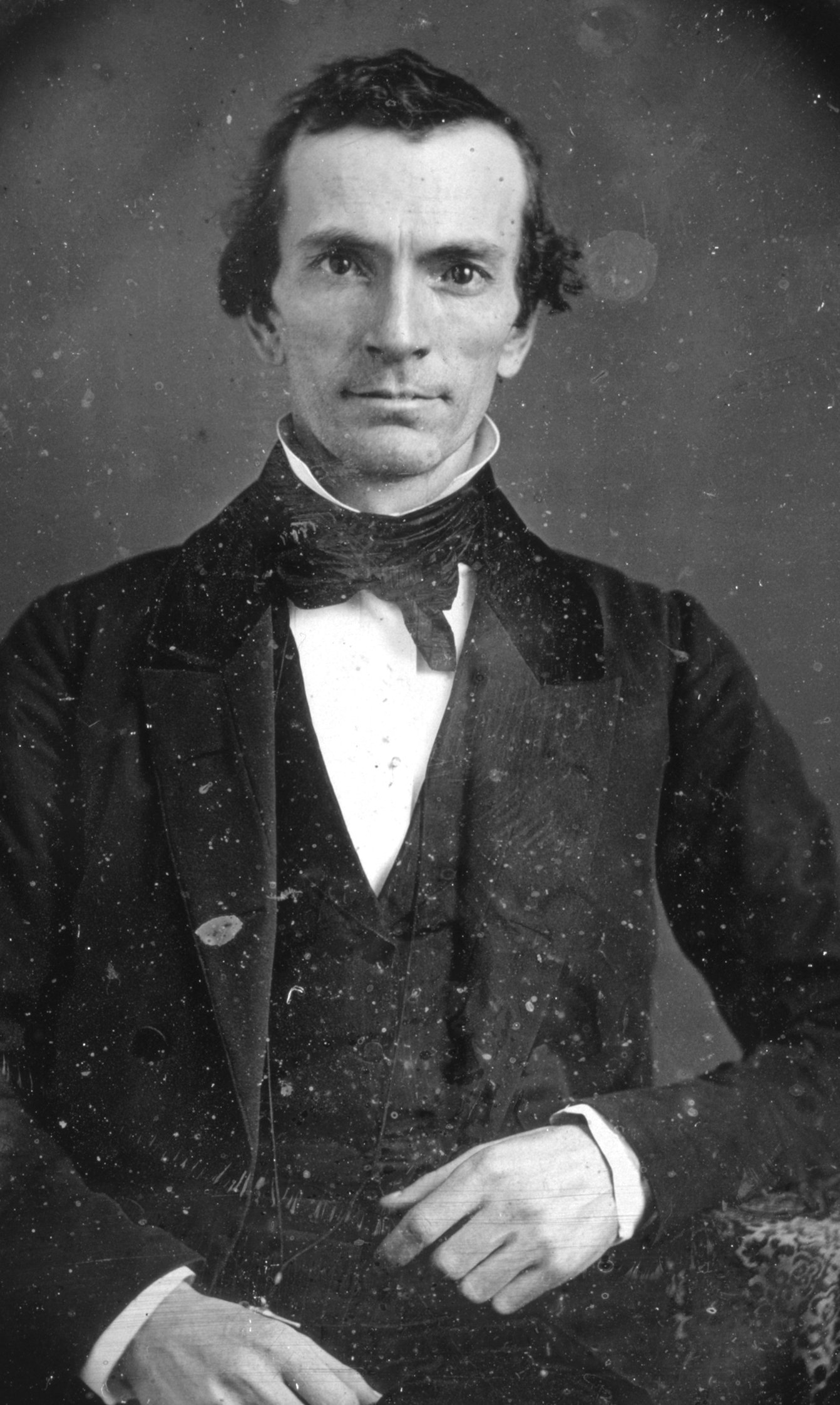
Oliver Cowdery († 1850)

- 1850: Oliver Cowdery, US-amerikanischer Mitbegründer der Mormonenbewegung
- 1855: Hüsrev Mehmed Pascha, Großwesir des Osmanischen Reiches
- 1855: Robert Mills, US-amerikanischer Architekt und Kartograf
- 1856: Gebhard Adolph Friedrich von Krosigk, deutscher Gutsbesitzer und Beamter
- 1861: Joseph DuMont, deutscher Verleger
- 1862: Auguste Mathilde Wilhelmine, Großherzogin von Mecklenburg
- 1862: Andreas Gottlob Rudelbach, deutscher Theologe
- 1870: Anton Greven, deutscher Verleger
- 1871: Heinrich Bernhard von Andlaw-Birseck, badischer Politiker und Ultramontanist
- 1871: Michael Thonet, deutscher Tischlermeister und Industrieller
- 1873: Leopold von Sonnleithner, österreichischer Jurist und bekannte Persönlichkeit der Wiener Musikszene
- 1875: Adolf Reubke, deutscher Orgelbauer
- 1879: William Kingdon Clifford, britischer Philosoph und Mathematiker
- 1882: Ludwig Kalisch, deutscher Schriftsteller
- 1884: Catherine Flannagan, britische Mörderin
- 1884: Margaret Higgins, britische Mörderin
- 1886: Alfred Assolant, französischer Schriftsteller
- 1889ː Marie Charlotte Neviandt, Ehefrau des freikirchlichen Theologen Heinrich Neviandt
- 1890: Adalbert von Bredow, preußischer Generalleutnant
- 1890: Innozenz von Berzo, Seliger der römisch-katholischen Kirche
- 1895: Heinrich Gradl, sudetendeutscher Historiker
- 1895: Geoffrey Thomas Phipps Hornby, britischer Admiral
- 1900: Ludwig Purtscheller, österreichischer Bergsteiger, Lehrer
- 1900: Franz Heinrich Reusch, deutscher katholischer Theologe und alt-katholischer Kirchenhistoriker

### 20. Jahrhundert

#### 1901–1950
- 1902: Johannes Klinge, russischer Botaniker
- 1902: Isaäc Dignus Fransen van de Putte, niederländischer Staatsmann
- 1902: Karl Krause, deutscher Unternehmer
- 1903: František Ladislav Rieger, tschechischer Publizist und Politiker
- 1908: Jakob Geis, bayerischer Volkssänger
- 1914: Victor Nováček, tschechischer Geiger und Musikpädagoge

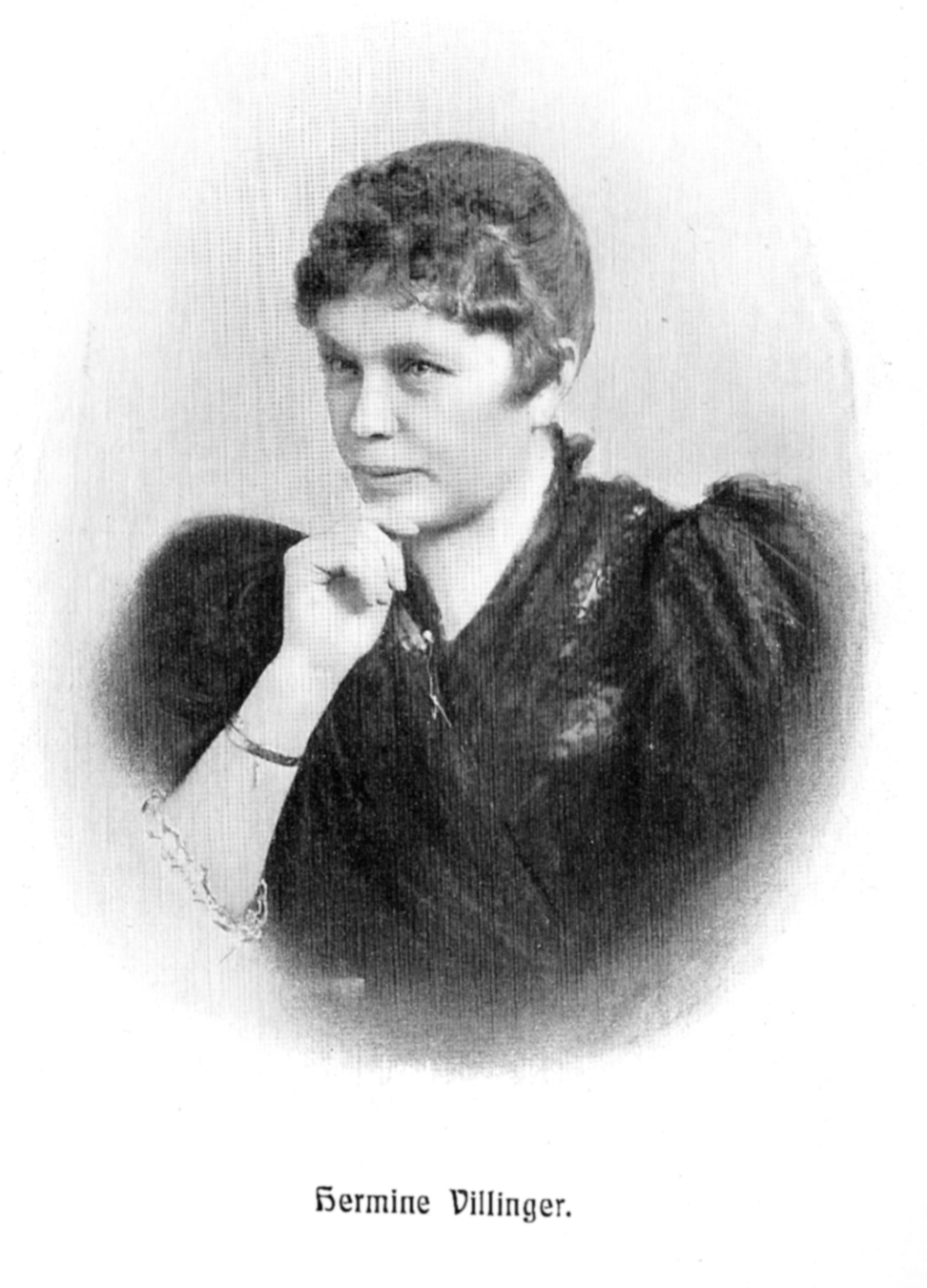
Hermine Villinger († 1917)

- 1917: Hermine Villinger, deutsche Schriftstellerin
- 1920: Christian Giørtz Middelboe, dänischer Seeoffizier und Marineminister
- 1920: Theodor Philipsen, dänischer Maler
- 1921: Pierre Cuypers, niederländischer Architekt
- 1921: Werner von Freier, deutscher Forstbeamter
- 1921: Henry Goudy, britischer Jurist und Hochschullehrer
- 1924: Friedrich Julius Bieber, österreichischer Afrikaforscher und Ethnologe
- 1925: Wilhelm von Seldeneck, deutscher Unternehmer
- 1927: Michail Petrowitsch Arzybaschew, russischer Schriftsteller
- 1928: Jan Toorop, niederländischer Maler des Symbolismus
- 1929: Albert Maunoir, Schweizer Jurist und Politiker
- 1930: Alois Kreiten, deutscher Goldschmied
- 1931: Otto Reutter, deutscher Komiker
- 1932: Eugen d’Albert, deutscher Komponist und Pianist
- 1932: Joseph Mackey Brown, US-amerikanischer Politiker
- 1932: Alfieri Maserati, italienischer Automobilingenieur und -rennfahrer

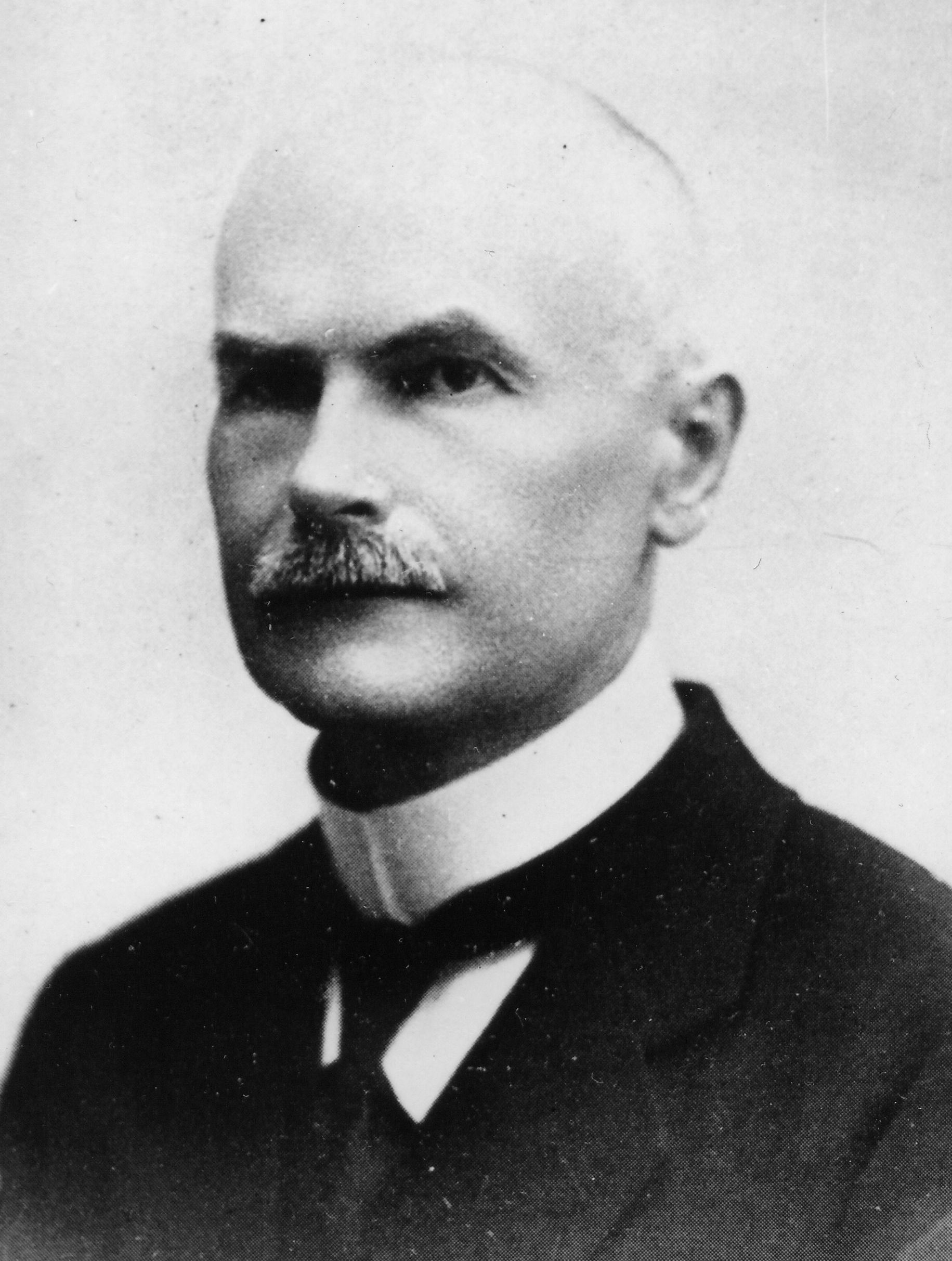
Wolfgang Pauly († 1934)

- 1934: Wolfgang Pauly, deutsch-rumänischer Schachkomponist
- 1936: Theodor Albin Findeisen, deutscher Kontrabassist und Pädagoge
- 1938: Karl von Borries, preußischer General
- 1939: Joe Little Twig, US-amerikanischer Footballspieler und Polizist
- 1942: Amadeus, Graf von Savoyen, Herzog von Apulien, 3. Herzog von Aosta, Gouverneur und Vizekönig
- 1943ː Rosa Steinhart, jüdische Kauffrau, Opfer des Holocaust
- 1945: Annemarie von Auerswald, deutsche Stiftdame, Schriftstellerin und Museumsleiterin
- 1945: René Biolay, französischer Autorennfahrer
- 1945: Fancia Grün, Widerstandskämpferin, Opfer des Nationalsozialismus
- 1945: Richard Zorn, deutscher Pomologe
- 1947: Filaret Kolessa, österreichisch-ukrainischer Ethnograph, Folklorist, Komponist und Musikwissenschaftler
- 1948: Auguste Adenauer, zweite Ehefrau von Konrad Adenauer
- 1950: Eugen Klöpfer, deutscher Schauspieler

#### 1951–2000
- 1952: Howard Chandler Christy, US-amerikanischer Maler
- 1953: James J. Jeffries, US-amerikanischer Boxer, Weltmeister
- 1954: Pauline Rebour, französische Feministin
- 1956: Marguerite Dilhan, französische Juristin
- 1956: Ernst Loof, deutscher Ingenieur, Rennfahrer, Rennleiter und Unternehmer
- 1958: Wilhelm Zaisser, Minister für Staatssicherheit in der DDR
- 1959: Lou Costello, US-amerikanischer Schauspieler, Produzent und Comedian
- 1959: Maurits Frank, niederländischer Cellist und Musikpädagoge
- 1959: Karl Maßmann, deutscher Bankdirektor
- 1959: Paul Nicolas, französischer Fußballspieler
- 1961: Paul Wittgenstein, österreichischer Pianist

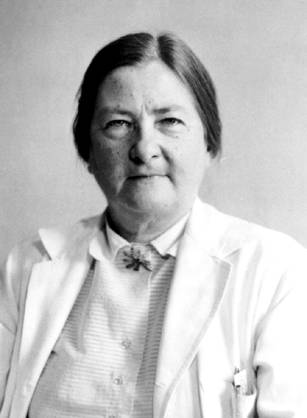
Dorothy Hansine Andersen († 1963)

- 1963: Dorothy Hansine Andersen, US-amerikanische Kinderärztin und Pathologin
- 1966: Alfonso Castaldo, italienischer Geistlicher, Erzbischof von Neapel
- 1966: William Frawley, US-amerikanischer Schauspieler
- 1967: Kurt von Borries, deutscher Politiker und Regierungsbeamter
- 1967: Thomas Walter, deutscher Fußballspieler
- 1967: Heinrich Wilper, deutscher Politiker, MdB
- 1969: Fred Alexander, US-amerikanischer Tennisspieler
- 1970: Wilhelm Corsten, deutscher Historiker, Domherr in Köln
- 1970: Dirk Fengler, deutscher Fußballspieler
- 1971: André Bovon, Schweizer evangelischer Geistlicher
- 1973: Nikolai Nikitin, russischer Architekt
- 1974: Carl Jacob Burckhardt, Schweizer Diplomat, Essayist und Historiker
- 1974: Ludwig Grote, deutscher Kunsthistoriker
- 1974: Frank Seno, US-amerikanischer Footballspieler
- 1974: Frank Wilcox, US-amerikanischer Schauspieler
- 1975: Karl Fabel, deutscher Schachkomponist
- 1975: Jean Kurt Forest, deutscher Komponist und Musiker
- 1975: Yves Godard, französischer Offizier
- 1975: Otto Winzer, deutscher Politiker, Minister für Auswärtige Angelegenheiten der DDR

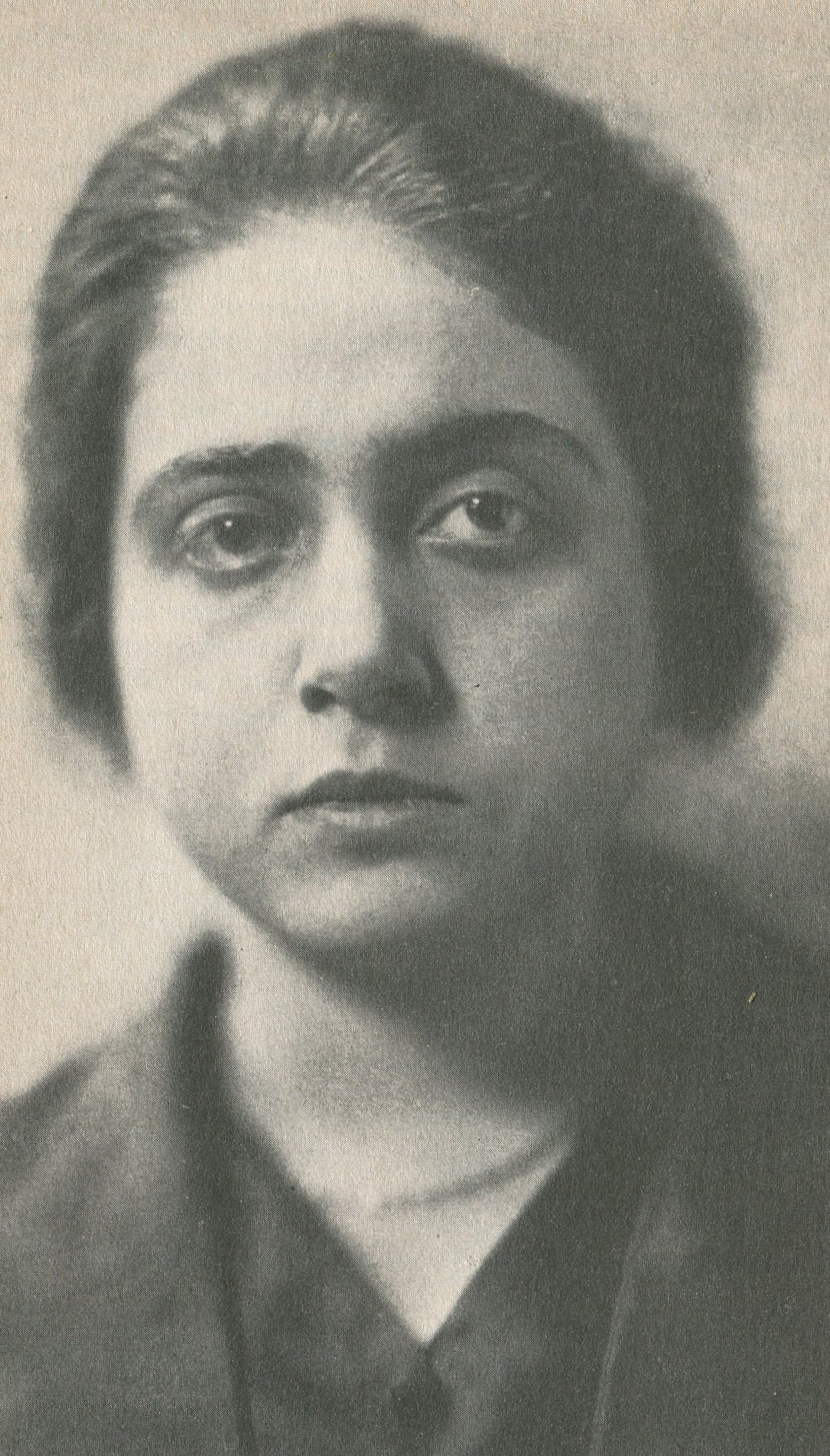
Therese Giehse († 1975)

- 1975: Therese Giehse, deutsche Schauspielerin
- 1977: Franz Lippert, deutscher Politiker, MdL
- 1977: Takeuchi Yoshimi, japanischer Sinologe und Kulturtheoretiker
- 1978: Otto Steinert, deutscher Fotograf
- 1979: Mustafa Barzani, Führer der Kurdischen Demokratischen Partei
- 1979: Wolf-Dietrich Wittels, österreichischer Dermatologe
- 1980: Forrest C. Donnell, US-amerikanischer Politiker, Gouverneur von Missouri, Senator
- 1981: Enid Bagnold, britische Schriftstellerin und Dramatikerin
- 1981: Oleg Dal, sowjetischer Schauspieler
- 1982: Josef Bradl, österreichischer Skispringer und Sprungtrainer
- 1982: Georges Perec, französischer Schriftsteller
- 1983: Hergé, belgischer Comic-Autor und Zeichner

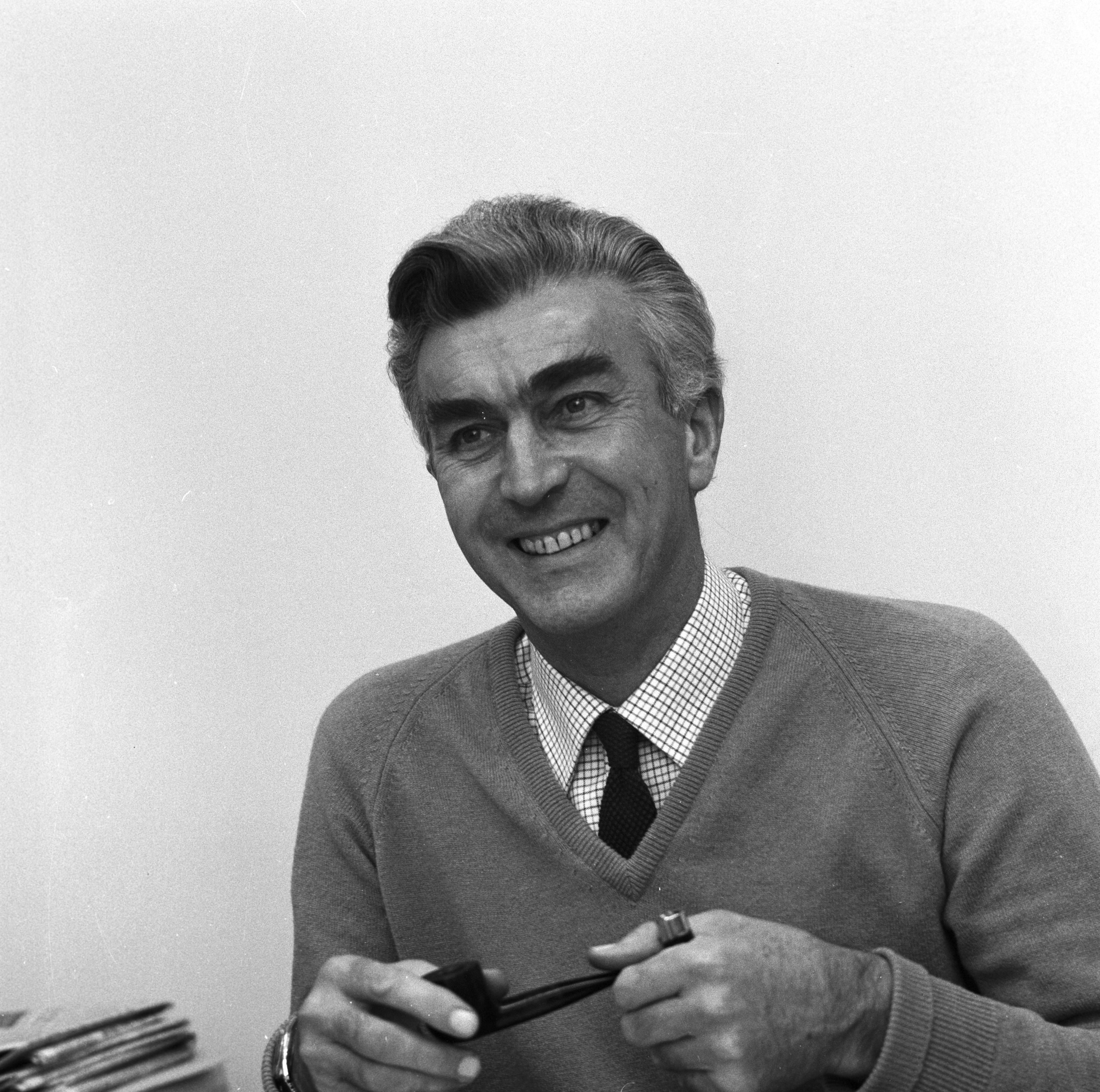
John Adams († 1984)

- 1984: John Bertram Adams, britischer Physiker
- 1984: Roy Hall, US-amerikanischer Pianist, Country- und Rockabilly-Musiker
- 1984: Heinrich Kirchner, deutscher Bildhauer
- 1985: Kyril Bonfiglioli, englischer Kunsthändler und Schriftsteller
- 1985: Noel Purcell, irischer Schauspieler und Komiker
- 1987: Danny Kaye, US-amerikanischer Schauspieler, Komiker und Sänger
- 1988: Sewall Wright, US-amerikanischer Biologe, Genetiker
- 1990: Bruce Low, niederländischer Schlager- und Gospelsänger
- 1991: William Penney, britischer Physiker
- 1992: Lella Lombardi, italienische Automobilrennfahrerin
- 1992: Dante Maggio, italienischer Schauspieler
- 1992: Eux Stocke, deutscher Unternehmer

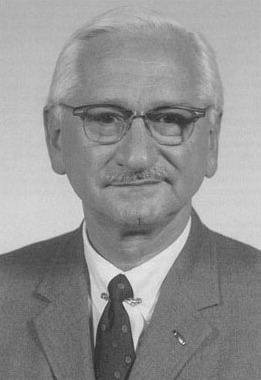
Albert Sabin († 1993)

- 1993: Albert Sabin, US-amerikanischer Arzt und Virologe polnisch-jüdischer Herkunft, Entwickler der Polio-Schluckimpfung
- 1994: Roman Haubenstock-Ramati, polnisch-österreichischer Komponist Neuer Musik
- 1994: Wilfried Ortmann, deutscher Schauspieler und Kunstpreisträger der DDR
- 1996: Marguerite Duras, französische Schriftstellerin, Drehbuchautorin und Filmregisseurin
- 1996: John Joseph Krol, US-amerikanischer Geistlicher, Erzbischof von Philadelphia
- 1997: Ben Tuck, britischer Autorennfahrer
- 1996: Léo Malet, französischer Krimischriftsteller und Dichter
- 1999: Gerhard Herzberg, deutsch-kanadischer Chemiker und Physiker
- 1999: Lor Olsommer, Schweizer Künstlerin
- 2000: Hector Duhon, US-amerikanischer Fiddlespieler (Cajun-Musik)
- 2000: Otto Grünmandl, österreichischer Kabarettist und Schriftsteller
- 2000: Toni Ortelli, italienischer Alpinist, Dirigent und Komponist

### 21. Jahrhundert

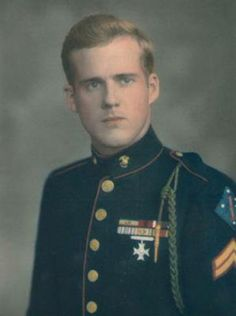
Eugene Sledge († 2001)

- 2001: Eugene Sledge, US-amerikanischer Soldat, Autor und Hochschullehrer
- 2002: Everhardus Ariëns, niederländischer Pharmakologe
- 2002: Earl Bernard Murray, US-amerikanischer Trompeter und Dirigent
- 2003: Horst Buchholz, deutscher Schauspieler
- 2003: Goffredo Petrassi, italienischer Komponist
- 2003: Peter Smithson, britischer Architekt
- 2004: Cecily Adams, US-amerikanische Schauspielerin und Regisseurin
- 2004: Max Caflisch, Schweizer Typograf, Buchgestalter und Schrift-Kenner
- 2005: George Atkinson, US-amerikanischer Stuntman und Geschäftsmann
- 2005: Martin Denny, US-amerikanischer Jazzpianist
- 2005: Rinus Michels, niederländischer Fußballtrainer
- 2005: Guylaine St-Onge, kanadische Schauspielerin
- 2006: Wysse Feininger, schwedisch-amerikanische Grafikdesignerin, Porzellanmalerin und Illustratorin
- 2007: Herbert Asmodi, deutscher Schriftsteller und Dramatiker, Drehbuch- und Fernsehspielautor
- 2008: Giuseppe Di Stefano, italienischer Opernsänger

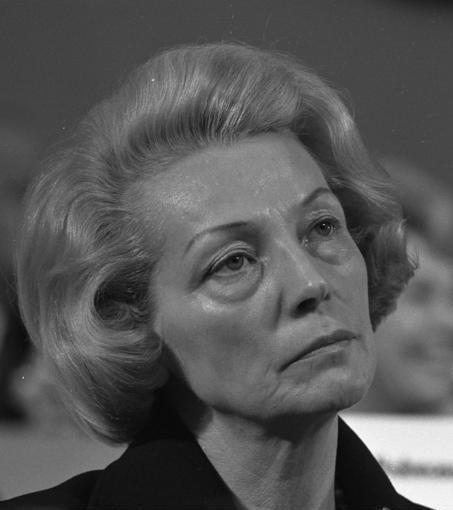
Annemarie Renger († 2008)

- 2008: Annemarie Renger, deutsche Politikerin, MdB, Bundestagspräsidentin
- 2008: Suzie, niederländisch-schwedische Sängerin und Artistin
- 2009: Sydney Chaplin, US-amerikanischer Schauspieler
- 2009: Sebastian Faißt, deutscher Handballspieler
- 2009: Flemming Flindt, dänischer Balletttänzer und Choreograph
- 2009: Johanna König, deutsche Schauspielerin
- 2010: Keith Alexander, englischer Fußballspieler
- 2010: Ursula Böttcher, deutsche Dompteurin
- 2010: Albert Falke, deutscher Politiker, MdL
- 2010: Michael Foot, britischer Politiker, Minister
- 2011: Aldo Clementi, italienischer Komponist
- 2011: James Ludlow Elliot, US-amerikanischer Astrophysiker
- 2011: Friedhelm Kemp, deutscher Literaturwissenschaftler, Schriftsteller und Übersetzer
- 2012: Ralph McQuarrie, US-amerikanischer Designer
- 2013: Müslüm Gürses, türkischer Sänger
- 2013: Manfred Kremser, österreichischer Ethnologe und Bewusstseinsforscher
- 2014: Robert Ashley, US-amerikanischer Komponist
- 2014: Christine Buchegger, österreichische Schauspielerin
- 2015: Gilles Cistac, französisch-mosambikanischer Verfassungsrechtler
- 2015: Otto Kinne, deutscher Meeresbiologe
- 2015ː Layla Dawson, britische Architektin und Architekturkritikerin
- 2016: Thanat Khoman, thailändischer Politiker, Außenminister
- 2016: Franz Mußner, deutscher Theologe und Autor
- 2016ː Wera Ostwaldt, deutsche Künstlerin
- 2017: Raymond Kopa, französischer Fußballspieler
- 2017: Misha Mengelberg, niederländischer Pianist, Komponist und Bandleader
- 2017: René Préval, haitianischer Politiker, Staatspräsident
- 2018: Roger Bannister, britischer Leichtathlet
- 2018: David Ogden Stiers, US-amerikanischer Schauspieler
- 2018: Alfonsín Quintana, kubanischer Sänger
- 2020: Minoru Betsuyaku, japanischer Dramatiker, Essayist und Literaturkritiker
- 2022: Dean Woods, australischer Radsportler
- 2023: Gerd-Rüdiger Lang, deutscher Uhrmacher und Unternehmer
- 2023: Jaak Lipso, sowjetischer Basketballspieler
- 2023: Argentina Menis, rumänische Leichtathletin
- 2023: Margherita Spiluttini, österreichische Fotografin
- 2024: Agbéyomé Messan Kodjo, togoischer Politiker, Premierminister
- 2025ː Jenny Alcorn, australische Triathletin und Marathonläuferin
- 2025ː Eleonora Giorgi, italienische Schauspielerin
- 2025ː Antje-Katrin Kühnemann, deutsche Fernsehmoderatorin und Ärztin
- 2025ː Felicia Țilea-Moldovan, rumänische Leichtathletin

## Feier- und Gedenktage
- Kirchliche Gedenktage
  - Johann Friedrich I., Kurfürst von Sachsen-Coburg (evangelisch)
- Namenstage
  - Friedrich, Kunigunde
- Staatliche Feier- und Gedenktage
  - Bulgarien: Befreiung vom Osmanischen Reich (1878)
- Brauchtum
  - Japan: Hina-Matsuri
- Gedenktage internationaler Organisationen
  - Tag des Artenschutzes (UNO)
  - Welttag des Hörens (WHO)

Weitere Einträge enthält die Liste von Gedenk- und Aktionstagen.